# Habib Burguiba
Habib Burguiba (en árabe: حبيب بورقيبة‎, romanizado: Ḥabīb Būrqība; Monastir, 3 de agosto de 1903-Túnez, 6 de abril de 2000), también conocido por la transcripción francesa Habib Bourguiba, fue un político tunecino y líder nacionalista. Fue el segundo primer ministro del Reino de Túnez antes de poner fin a la monarquía y proclamar la República de Túnez el 25 de julio de 1957, convirtiéndose así en su primer presidente. Antes de esto, jugó un papel importante en la obtención de la independencia de Francia el 20 de marzo de 1956, terminando así con el protectorado de 75 años.
Habib Burguiba nació en Monastir, siendo el hijo más pequeño de 8 hermanos, en el seno de una familia de clase media terrateniente. Tras destacar en sus estudios, en 1907 se traslada a Túnez para continuar su educación en el Colegio Sadiki y luego en el Liceo Carnot, antes de obtener su bachillerato francés en 1924. En 1927, se graduó como abogado por la Universidad de París y tras su regreso a Túnez, Burguiba comienza a interesarse por el nacionalismo independentista, integrándose, en la década de 1930, en el Partido Nacionalista Tunecino, del cual llegó a ser el máximo dirigente.
Con aspiraciones hacia una política moderna y reformista cercana al socialismo, más descentralizada y desvinculada de las élites de la ciudad de Túnez -que hasta entonces controlaban el movimiento-, el 2 de marzo de 1934, a los 31 años, funda un nuevo partido: el Neo-Destour, encabezando así el movimiento tunecino por la independencia.
Por su activismo en pro de la independencia, Burguiba comenzó a llamar la atención de las autoridades del protectorado francés, quienes le arrestaron y obligaron a exiliarse en varias ocasiones. Al estallar la Segunda Guerra Mundial, Burguiba (que en ese momento se encontraba detenido) fue trasladado a distintas cárceles francesas.
Tras ser liberado en 1942 por el Tercer Reich, decidió internacionalizar el caso tunecino y buscar el apoyo de la Liga Árabe en El Cairo, donde vivió desde 1945 hasta 1949. Sus intentos fueron en vano, ya que los países árabes estaban más preocupados por el conflicto palestino-israelí.
Al regresar a Túnez, Burguiba empezó a negociar con Francia las condiciones de la independencia. Sin embargo, las conversaciones demostraron ser un fracaso total y Bourguiba decide presentar el caso ante las Naciones Unidas.
Después de lograr la agitación de la población tunecina y el inicio de la lucha armada contra Francia, en 1952, es encarcelado de nuevo durante dos años en las Islas de la Galita, hasta que es puesto en libertad y nombrado para negociar los términos de la independencia con el primer ministro francés, Pierre-Mendès France. Tras largas discusiones, Burguiba obtiene acuerdos de autonomía interna para Túnez y regresa triunfante a la capital tunecina el 1 de junio de 1955. No obstante, la alegría duró poco, ya que el acuerdo obtenido no agrada a Salah Ben Youssef ni a sus partidarios, quienes exigían la independencia total del Magreb.
Este desacuerdo da comienzo a una guerra civil entre los partidarios de Burguiba, que abogaban por una política gradual y modernizadora, y los conservadores partidarios nacionalistas de Ben Youssef. El enfrentamiento termina con el Congreso de Sfax de 1955 apoyando a Burguiba, quien obtendría la independencia de Francia el 20 de marzo de 1956.
Una vez lograda la independencia del país, Burguiba fue nombrado primer ministro por el rey Muhammad VIII al-Amin y actuó como gobernante de facto hasta anular los poderes del bey y proclamar la República el 25 de julio de 1957. Posteriormente, es nombrado presidente interino de Túnez hasta que se promulga la constitución y Burguiba es elegido presidente permanente.
Su gobierno estuvo centrado en la occidentalización del país dentro del modelo del socialismo árabe, incluyendo mejoras en el sistema educativo, la lucha contra la desigualdad de género, el desarrollo de la economía y el mantenimiento de una política exterior neutral, lo que lo convirtió en una excepción entre los líderes árabes. Su gran reforma fue el Código Civil tunecino. Bourguiba estableció un sistema presidencial que pronto se convirtió en un Estado de partido único que duró veinte años y estuvo dominado por su partido, el Partido Socialista Desturiano. En 1975, el Parlamento tunecino le proclamó presidente vitalicio de la República.
El final de su gobierno de treinta años estuvo marcado por un declive en su salud, una “guerra de sucesión” y el ascenso del clientelismo y del islamismo en la política. Su mandato concluyó con su destitución por el entonces primer ministro, Zine El Abidine Ben Ali, el 7 de noviembre de 1987. El depuesto presidente fue mantenido bajo arresto domiciliario y alejado de la política en una residencia en Monastir, donde permaneció hasta su muerte el 6 de abril de 2000.

## 1903-30 Infancia y juventud

### Primeros años: el último de los hermanos
Habib Burguiba nació en Monastir, en el seno de una familia de clase media terrateniente, siendo el octavo y último hijo de Ali Burguiba y Fatouma Khefacha. La fecha oficial de su nacimiento es el 3 de agosto de 1903, aunque él afirmó haber nacido un año antes, el 3 de agosto de 1902, o posiblemente en 1901. La madre de Burguiba lo concibió cuando tenía cuarenta años, lo que, según él, fue causa de gran vergüenza para ella.
A pesar de las dificultades financieras, Ali Burguiba dio gran importancia a la educación de sus hijos. Recluta en el ejército, Ali pasó diecinueve años de su vida haciendo campaña, antes de retirarse. Deseoso de evitarle tal destino a su último hijo, se aseguró de que Habib obtuviera su certificado de estudios primarios, documento que lo eximiría del servicio militar. Cuando Habib Burguiba nace, Ali se convierte en concejal, lo que le permite mejorar su situación económica y ofrecer a todos sus hijos un futuro educativo mejor.

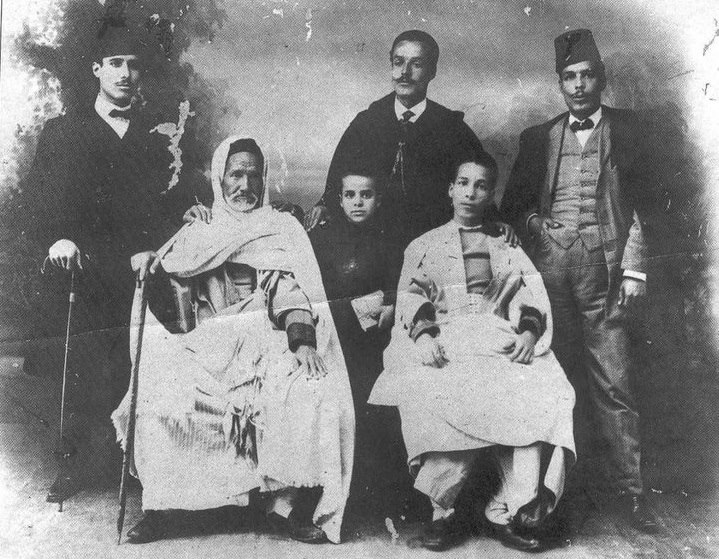
Ali Bourguiba rodeado de sus hijos Mohamed, Ahmed, M'hamed, Mahmoud y Habib.

Habib Burguiba creció en un ambiente femenino. Pasaba los días con su madre, su abuela y sus hermanas, Aïcha y Nejia, lo que le hizo consciente de las tareas domésticas que debían realizar las mujeres y de su desigualdad frente a los hombres. Cuando tenía cinco años, en septiembre de 1907 y tras iniciar su educación primaria en Monastir, su padre lo envía a Túnez para continuar sus estudios en la escuela primaria Sadiki. Habib se vio profundamente afectado por la separación de su madre a esa temprana edad. En el momento de su llegada, la ciudad estaba luchando contra el protectorado, una fase inicial del movimiento nacional tunecino dirigido por Ali Bach Hamba. Mientras tanto, Habib se instala en el barrio de la burguesía comercial de Tourbet El Bey en la medina de Túnez, donde su hermano, M'hamed, alquila una casa en la calle Korchani.
El joven Habib pasaba sus vacaciones en Monastir, ayudando a sus familiares con las tareas. Al final de cada temporada de vacaciones, volvía a Túnez, donde después de las clases solía pasear por las calles. Las protestas de 1911 y la ejecución de Manoubi Djarjar, influyeron en sus incipientes opiniones políticas.
En 1913, Habib obtiene su certificado de estudios primarios, lo que alegra enormemente a su padre. De esta forma, el joven logra evitar el servicio militar y, al igual que sus hermanos mayores, es admitido como interno en el Colegio Sadiki para cursar sus estudios secundarios con total libertad. Sin embargo, su alegría es efímera porque, a comienzos de noviembre de 1913, cuando tiene diez años, su madre muere.

### Adolescencia y estudios secundarios
Con el comienzo de la Primera Guerra Mundial, en septiembre de 1914, Habib deja la casa de su hermano y se instala en la residencia del Colegio Sadiki. Las restricciones presupuestarias, promulgadas para apoyar el esfuerzo bélico, empeoraron las condiciones de vida y, especialmente, el suministro de alimentos. Estas circunstancias llevaron a Burguiba, y al resto de estudiantes, a protestar contra la situación.
Las calificaciones de Habib en la escuela fueron bajas y, por lo tanto, al final de su educación secundaria en 1917 no pudo obtener el certificado escolar. A pesar de su exigencia, el director del Sadiki le permite repetir su sexto y último año de la escuela secundaria en 1919-1920. Sin embargo, el duro invierno y la malnutrición sufrida por la guerra empeoraron su salud. Habib acabó siendo hospitalizado después de sufrir una infección y, en consecuencia, se vio obligado a abandonar sus estudios y a permanecer en el hospital hasta que se recuperó.

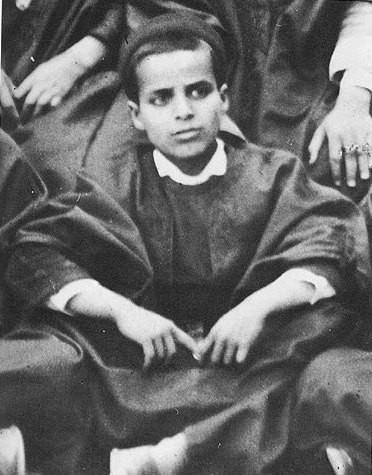
Bourguiba en 1917

Después de abandonar el hospital, Bourguiba pasó casi dos años viviendo con su hermano mayor, Mohamed, un asistente médico en el hospital local de El Kef, que también era un fuerte modernista y defensor del secularismo. Mohamed vivía con una enfermera italiana que dio la bienvenida al joven Habib y ayudó a cubrir su vacío emocional. Su estancia allí, que duró veintiún meses, desde enero de 1920, fue para Habib un importante punto de inflexión. Los habitantes de la ciudad lo ayudaron a integrarse: aprendió a jugar a las cartas, discutía estrategias militares con los soldados allí apostados y empezó a interesarse en la figura de Mustafa Kemal Atatürk. La participación en actividades teatrales, que ensayaba con su hermano, le proporcionó confianza en sí mismo.
La fundación del Destour, mientras se encontraba en El Kef, llevó a Burguiba a interesarse por el nacionalismo tunecino, expresando su voluntad de continuar sus estudios secundarios para poder cursar Derecho en Francia, y luchar contra el poder colonial. La reunión familiar que se celebró para discutir este asunto fue un completo fracaso: sus hermanos consideraron que no era lo suficientemente bueno y que no financiarían sus estudios. Solo su hermano Mahmoud, de treinta años, prometió ayudarlo. Con su apoyo, Burguiba se inscribió en el Liceo Carnot de Túnez.
En la escuela secundaria, Burguiba logró altas calificaciones en Matemáticas. Tras aprobar la primera parte del bachillerato con excelentes resultados, terminó eligiendo la rama de Filosofía. En el liceo se hizo amigo de Tahar Sfar y Bahri Guiga, con quienes formó el "Trío Saheliano". Al joven Burguiba le gustaba visitar bibliotecas con asiduidad y era un apasionado de los libros de historia, aunque a veces se saltaba las clases. Pronto, empezó darse cuenta de las desigualdades que existían entre franceses y tunecinos, lo que tuvo un gran impacto en el joven.
En 1922, cuando el Bey Naceur amenaza con abdicar debido a las manipulaciones del Residente General, la opinión pública decide movilizarse. El 22 de abril de 1922, Habib participa en la manifestación de apoyo al monarca nacionalista. Marcado por este suceso, el joven comienza a participar en debates y a apoyar el socialismo. Su último año de bachillerato, en 1923-1924, estuvo marcado por el deseo de obtener una beca para estudiar en París. Su hermano Mahmoud le apoyaría económicamente, enviándole cincuenta francos cada mes. En 1924 Habib se graduó con calificaciones de honor, ocupando el primer lugar de su clase. Al final de los exámenes, Bourguiba se marcha a París para continuar sus estudios.

### Educación superior en París
A su llegada a París, Burguiba se instala en el hotel Saint-Séverin, cerca de la Plaza de Saint Michel. Tras pasar por momentos económicos difíciles, sus problemas se resuelven cuando obtiene una beca de 1800 francos. Con el dinero, Habib se matricula en la Facultad de Derecho de París de la Sorbona, para asistir a clases de psicología y literatura. Consciente de que había llegado allí para “armarse intelectualmente contra Francia", Habib se dedicó al derecho y al estudio de la sociedad francesa. Con este propósito, Burguiba participaba en debates políticos, leía los periódicos y seguía de cerca la evolución de la política de la Tercera República.
Después de pasar las vacaciones entre Mahdía y Monastir, Burguiba regresa a París para el comienzo del año escolar de 1925-26. Se traslada al campus de la universidad y se inscribe en el Instituto Politécnico de París, donde comienza a asistir a clases de finanzas públicas. Un día de 1925, mientras ordenaba su habitación, Burguiba encontró la dirección de una mujer, que su mentor le recomendaba conocer. Se trataba de Mathilde Lefras, una viuda de treinta y cinco años cuyo esposo murió durante la guerra. Burguiba y Mathilde se encuentran por primera vez en el apartamento de ella, en el primer piso de un edificio en el distrito 20 de París. Mathilde lo invita a entrar y le pide que cuente su historia. Conmovida por ella, pide ver a Habib una vez más y, en los meses siguientes, lo invita a trasladarse a su apartamento. Habib deja su habitación en el campus y se instala con Mathilde. Su nueva vida le acaba distanciando de los demás estudiantes y también de la lucha en Túnez, donde en aquel momento comenzaba una fuerte represión.
En el verano de 1926, Burguiba regresa a Monastir, pero ya no le interesan las aventuras políticas del país. Su padre muere en septiembre y al poco tiempo recibe un telegrama de Mathilde, anunciando que está embarazada. La muerte de su padre y la responsabilidad de un futuro hijo angustian a Burguiba., aunque finalmente decide criar al bebé. El 9 de abril de 1927, Mathilde da a luz a un niño, al que llaman Jean Habib. Después, la pareja se muda a otro apartamento en Bagneux, en los suburbios parisinos, a una habitación que funcionaba a la vez como dormitorio y comedor. Un mes después del nacimiento de su hijo, Burguiba, enfermo en ese momento, tiene que preparar sus últimos exámenes. Burguiba los aprueba y, finalmente obtiene la licenciatura en derecho.

### Principios profesionales y políticos

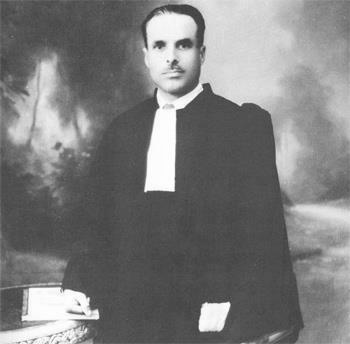
Foto de Burguiba, abogado en Bab Soika, alrededor de 1931, después de su regreso a Túnez.

En agosto de 1927, Burguiba, que entonces tenía 26 años, regresa a Túnez con su novia Mathilde, su hijo, Habib Jr., y con un profundo conocimiento de la política francesa de la Tercera República. Durante su estancia en Francia había sido influido por los valores liberales de la república socialista y secular francesa. Tras su regreso a Túnez, se casa con Mathilde y se acaban estableciendo en Túnez.
En ese momento, a Burguiba no le interesaba la política, sino su carrera profesional, ya que en Túnez cada nuevo letrado debía hacer una pasantía de tres años bajo la supervisión de otro abogado más experimentado. Así, durante casi un año -entre octubre de 1927 y octubre de 1928-, Burguiba, trabajó para el Sr. Cirier, quien lo despide después de seis semanas, y luego en otro despacho donde no le pagarán durante dos meses y es limitado a escribir informes. Burguiba se resigna a trabajar para el Sr. Salah Farhat -presidente del partido del Destour, hasta que Sebault lo contrata por seiscientos francos al mes, lo que lleva a Habib a trabajar para él durante un año más que los tres obligatorios.
Bajo el clima de opresión colonial que reinaba en Túnez, Burguiba acaba sintiendo los efectos de la discriminación, sobre todo, después de haber pasado un año entero en el paro. Esta desigualdad le lleva a entablar conversaciones, tanto con amigos tunecinos como con franceses sobre la necesidad de realizar reformas en Túnez que conviertan al país en un estado como Francia: liberal, moderno y laico. El 8 de enero de 1929, Burguiba asiste a una conferencia organizada por Habiba Menchari, una defensora de la emancipación de la mujer. En el encuentro, Burguiba defiende el uso del velo aduciendo que Túnez arriesgaría perder su identidad nacional si no se conservaban sus costumbres y tradiciones.
En mayo de 1930, Francia celebró el centenario de la colonización de Argelia con un congreso en Túnez. Durante la celebración, millones de europeos invadieron la capital tunecina y se dirigieron a la catedral de Saint-Louis de Cartago, disfrazados de cruzados, humillando a los tunecinos, quienes se manifiestan contra los europeos. Las protestas fueron duramente reprimidas y los protestantes llevados ante la justicia.

## 1930-34: Comienzo de su carrera política
A principios de la década de 1930, Habib Burguiba decide unirse, junto con su hermano Mohamed y sus compañeros Bahri Guiga, Tahar Sfar y Mahmoud El Materi, al principal partido político del movimiento nacional tunecino, el Destour. Enfurecidos por la celebración del Congreso en Cartago, al que Bourguiba califica como una "violación de la tierra del islam", el joven grupo nacionalista decide involucrarse en la lucha contra Francia. Con los preparativos para la celebración del 50.º aniversario del protectorado y la visita programada del presidente francés, Paul Doumer, los jóvenes nacionalistas deciden actuar. En febrero de 1931, los dirigentes del Destour se reúnen en el Hotel Orient, donde deciden fundar un comité de apoyo al periódico de Chedly Khairallah, La Voix du Tunisien, que comienza a distribuirse diariamente e integraría entre sus editores al joven grupo nacionalista.
Desde ese momento, Burguiba comenzó a denunciar en sus escritos el sistema de decreto beylical y las ventajas que disfrutaban los europeos que vivían en Túnez. En uno de sus artículos escribiría sobre el protectorado, desafiando no sólo sus efectos, tal y como lo habían hecho los nacionalistas, sino también su propia existencia:
Para una nación sana y vigorosa, a quien las luchas internacionales y una crisis momentánea habían obligado a aceptar la tutela de un estado más fuerte, el contacto con una civilización más avanzada determina en ella una reacción saludable. Una verdadera regeneración se produce en ella y, a través de la asimilación juiciosa de los principios […] de esta civilización, inevitablemente su emancipación final se realiza en etapas.

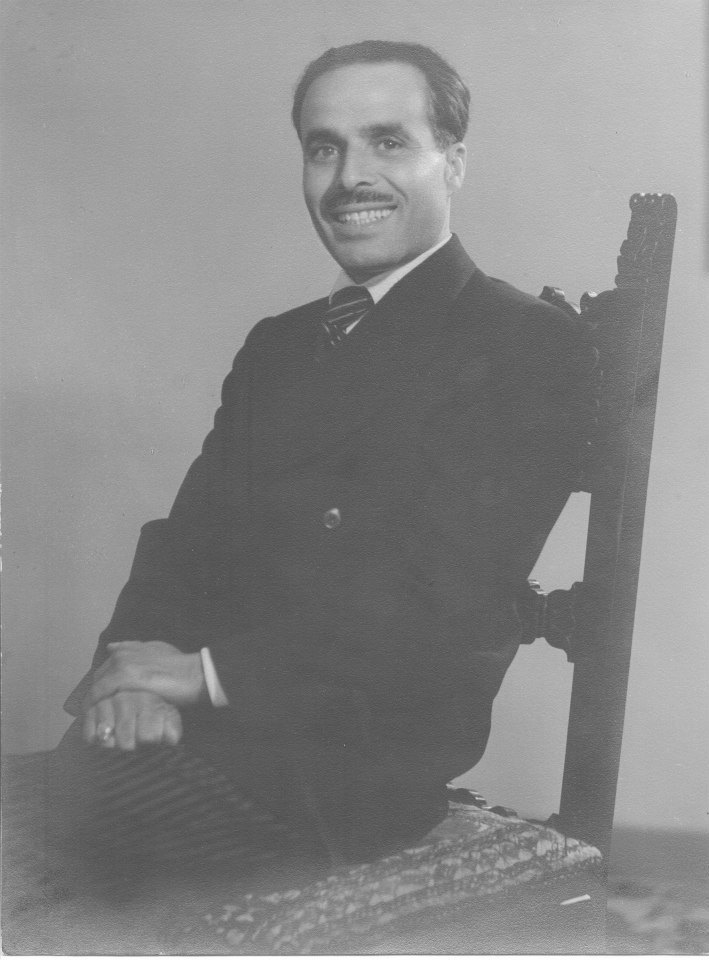
Retrato de Habib Burguiba a comienzos de la década de 1930

Gracias a la originalidad con la que Burguiba, Sfar, Guiga y El Materi abordaban los problemas, La Voix du Tunisien se convirtió en un periódico muy popular. Su nuevo discurso no solo atrajo el interés de la opinión pública, sino también el de grandes los terratenientes y empresarios, quienes ejercían una gran influencia en la administración colonial. Contrarios a las opiniones del joven grupo, el 12 de mayo de 1931 logran la censura de todos los periódicos nacionalistas a través de la Residencia -el gobierno colonial-.
Pocos días después, Habib, su hermano Mohamed, Bahri Guiga, Salah Farhat y El Materi son procesados. Logran aplazar el juicio hasta el 9 de junio de 1931, día en el que numerosas personas acuden a los juzgados para mostrar su apoyo a los acusados. El Residente General, François Manceron, deseoso de poner fin a la cuestión nacionalista, logra sembrar la discordia entre Khairallah, el dueño del periódico, y los jóvenes nacionalistas. De esta forma, un conflicto acaba estallando con relación a la gestión del diario, lo que lleva al comité de redacción a abandonar el periódico.
A pesar de la división, los hermanos Burguiba, El Materi, Guiga y Bahri se mantuvieron en contacto, decidiendo fundar su propio periódico gracias a la ayuda del farmacéutico Ali Bouhajeb. El de noviembre de 1932, se publica la primera edición de L' Action Tunisienne, con el joven grupo de amigos a la cabeza del comité de redacción. Desilusionados con la moderación de los primeros nacionalistas, el grupo decide asumir la defensa de las clases bajas. En sus artículos, Bourguiba se esforzaría por explicar el mecanismo de explotación colonial, desde sus efectos hasta sus causas, mostrando un gran interés por los fenómenos sociales e invitando a los trabajadores y estudiantes a organizarse para defenderse mejor contra la explotación. Asimismo, insistía en la salvaguardia de la identidad tunecina.
La crisis económica, cada vez más profunda, y la moderación tan resignada de los nacionalistas más veteranos llevaron a Burguiba y sus compañeros a plantearse la necesidad de reconstruir el movimiento nacionalista sobre unas bases renovadas y con métodos de acción distintos. En febrero de 1933, cuando Mohamed Chenik, banquero y presidente de la cooperativa de crédito tunecina, causa la ira de la Residencia, Burguiba es el único que le defiende. Lo que busca Burguiba con esta acción es aglutinar a la clase burguesa, considerada colaboradora de Francia, en torno al nacionalismo. Sin embargo, su decisión termina con la renuncia de Guiga, M' hedhi y Bouhajeb del periódico. Es entonces cuando Bourguiba abandona su trabajo como abogado para concentrarse en sacar adelante a L' Action Tunisienne. La oportunidad para expresarse pronto apareció: el problema de la naturalización de los tunecinos (un tema importante entre los nacionalistas, durante la década de 1920) resurge a principios de 1933 con varias protestas en Bizerta por el entierro de un tunecino naturalizado francés en un cementerio musulmán. Burguiba decide participar e iniciar una campaña de apoyo a las protestas en L' Action Tunisienne, denunciando el intento de afrancesar a "todo pueblo tunecino".

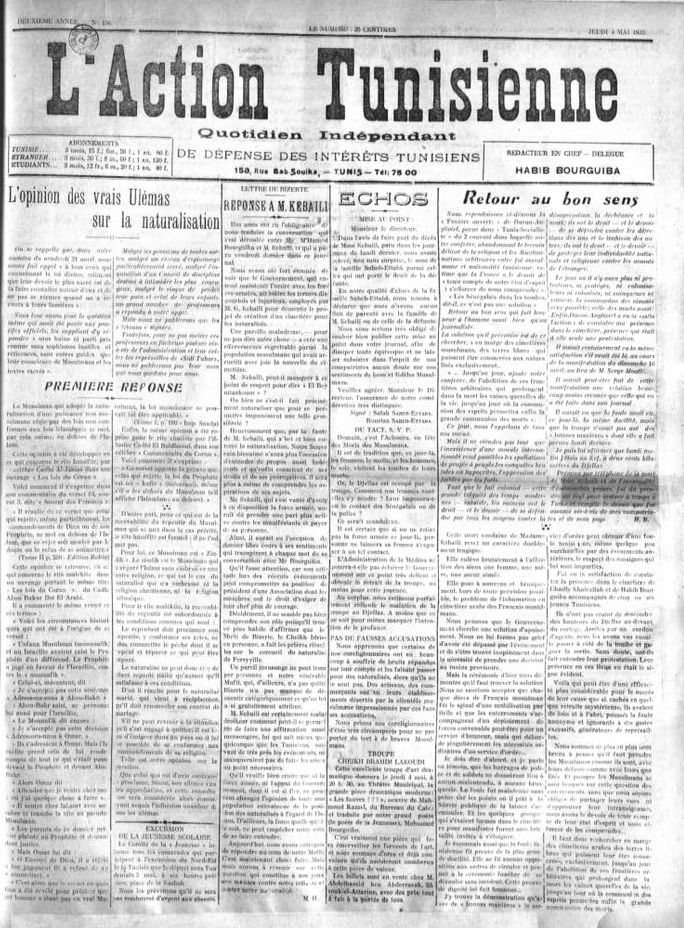
Campaña dirigida por L'action tunisienne tras el conflicto por la naturalización.

 Su postura firme, proporcionó a Bourguiba gran popularidad entre los círculos nacionalistas. El congreso celebrado por el Destour los días 12 y 13 de mayo de 1933 en Túnez, culmina a favor del joven equipo de L' Action tunisienne, que es elegido unánimemente para formar parte del comité del partido ejecutivo. La nueva condición del grupo dentro del movimiento nacionalista les permite obtener una posición fuerte en el partido y unir a todas las facciones en un único frente nacionalista. Mientras tanto, continúan los disturbios tras el escándalo por el asunto de la naturalización. En respuesta, el 31 de mayo, la Residencia decide suspender todos los periódicos nacionalistas, incluido L' Action Tunisienne, y prohibir la actividad Destour. Burguiba, privado de su libertad de expresión y atrapado dentro de la política moderada del Destour se lanza a recuperar su autonomía.
El 8 de agosto, estallan disturbios en Monastir, después del entierro, por la fuerza de un niño naturalizado, en un cementerio musulmán. Tras los enfrentamientos entre la población y la policía, Burguiba convence a los ciudadanos de que lo elijan a él como su abogado y, el 4 de septiembre, acude a protestar contra el bey. La dirección del partido, que no veía con buenos ojos esta nueva forma de activismo, acaba desacreditando al joven nacionalista. Burguiba, que consideraba al Destour y a sus líderes un obstáculo para sus ambiciones dimite del partido el 9 de septiembre. Tras el éxito obtenido con levantamiento popular, Burguiba se da cuenta del fracaso de los métodos del Destour. Burguiba consideraba que solo la violencia de determinados grupos podía hacer que la Residencia retrocediera y aceptara negociar soluciones políticas. Esta sería su línea de acción hasta 1956.

## 1934-39: Líder nacionalista en ascenso

### Fundación de Neo-Destour y represión colonial

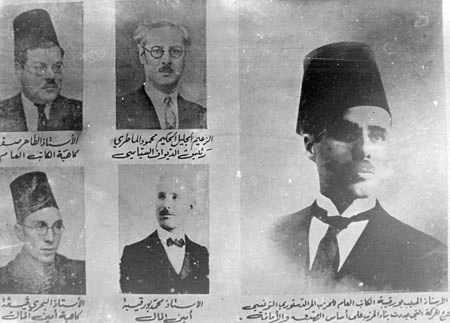
Líderes del primer Congreso del Neo-Destur.

Tras su renuncia del partido, Burguiba vuelve a encontrarse solo de nuevo. No fue por mucho tiempo, ya que sus compañeros de L' Action Tunisienne entran en conflicto con los miembros más veteranos del partido, terminando con la exclusión de Guiga, el 17 de noviembre de 1933 y la dimisión de El Materi, Mohamed Burguiba y Sfar del Comité Ejecutivo el 7 de diciembre de 1933. De esta forma, el núcleo “rebelde” del Destour se une y lleva a cabo una campaña por todo el país con el fin de anunciar su política al pueblo tunecino. El joven grupo visitaría las zonas más afectadas por la crisis económica donde tiene la oportunidad de explicarse y de precisar su concepto de lucha. Los discursos y la determinación a la hora de actuar de esta nueva generación de nacionalistas fueron muy bien recibidos por la población tunecina, que no dudó en criticar la "negligencia de la dirección del Destour a la hora de defender sus intereses". Ante la negativa del comité ejecutivo a organizar un congreso extraordinario para modificar su posición política, y con la ayuda de las masas y grandes comerciantes, los “separatistas” celebraron su propio congreso en Ksar Hellal el 2 de marzo de 1934. Durante la sesión, Burguiba llama a los representantes a "elegir a los hombres que defenderán en su nombre la liberación del país". El congreso finaliza con la fundación de un nuevo partido político, el Neo-Destour, cuya presidencia le es confiada a Mahmoud El Materi, mientras que Burguiba se convierte en su secretario general. 

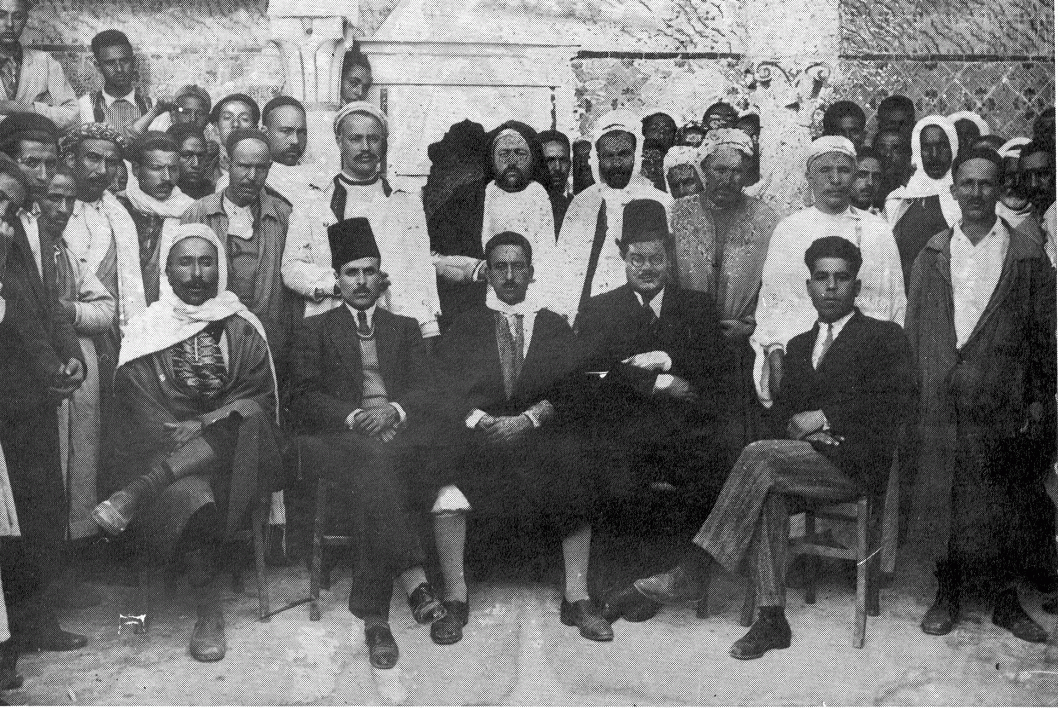
Habib Bourguiba y Tahar Sfar en Béja, el 25 de abril de 1934, en la formación de la primera unidad del Neo-Destur en la ciudad.

Tras la fundación del partido, el Neo-Destour buscó fortalecer su posición dentro de la escena política. El joven equipo se enfrentaría al Residente General, Marcel Peyrouton, designado para poner fin a la agitación nacionalista. Para ello, necesitaban atraer a un público más amplio y difundir su ideología entre los partidarios de un Destour todavía fuerte, y entre las clases más castigadas. Para alcanzar su objetivo, Burguiba recorrerá todo el país, utilizando nuevos métodos de comunicación, muy distintos a los empleados por los veteranos del Destour. Las clases bajas, alienadas y afectadas por la crisis económica, rápidamente se sintieron atraídas por su discurso y decidieron unirse a su causa, brindándole todo su apoyo. Se crean, así, unidades por todo el país y se estable una nueva estructura dentro del partido, lo que convertirá al Neo-Destour en un movimiento más eficiente que todas las formaciones nacionalistas que le habían precedido. Si los antiguos nacionalistas se dirigían al opresor colonial para expresar sus peticiones, los "separatistas" se dirigirán al pueblo. Incluso a nivel internacional, el nuevo partido consigue el apoyo de los socialistas franceses, entre ellos el del filósofo y político Félicien Challaye, que apoyó al Neo-Destour.
Por el contrario, en Túnez, el Neo-Destour tuvo que enfrentarse a la fuerte oposición del Residente General Peyrouton, que, aunque, al principio apoyaría la iniciativa de los "secesionistas" por considerarla una forma de debilitar al movimiento nacionalista, pronto retiraría su apoyo tras ver los efectos de los nuevos y exitosos métodos adoptados por el joven equipo y sus inesperadas demandas.
Burguiba y sus compañeros elevarían su tono, reclamando, en un artículo publicado en L' Action Tunisienne, la soberanía nacional y el advenimiento de un Túnez independiente "acompañado de un tratado que garantice a Francia una preponderancia tanto en el ámbito político como en el económico frente a otros países extranjeros".
Estas reivindicaciones causarán un conflicto entre el gobierno francés y el movimiento nacionalista tunecino. Las tensiones llevan a la Residencia a responder a las reclamaciones nacionalistas con una serie de medidas intimidatorias. La represión en el país se hizo cada vez más violenta: el 1 de septiembre de 1934 Peyrouton prohíbe seguir publicando a todos los periódicos de izquierda. El 3 de septiembre, se organizan redadas contra todos los líderes nacionalistas del país. Burguiba es arrestado y más tarde enviado a Kebili, en el sur del país, bajo supervisión militar. El arresto de líderes clave generará descontento entre la población, que sale a manifestarse por todo el país.
El 3 de abril de 1935, los detenidos son transferidos a Bordj le Boeuf. Aunque se alegraban de estar todos juntos, no lograban ponerse de acuerdo en la línea que el partido debía seguir a partir de ese momento. Mientras que la mayoría del grupo consideraba que el levantamiento estaba en decadencia y se encontraba a favor de abandonar los métodos adoptados en 1934, Burguiba se oponía a cualquier concesión. Pronto fue acusado por sus compañeros de haberlos “llevado al abismo”; sólo Ben Youssef estaba a favor de las tácticas de Burguiba, pero consideraba que necesitaban abandonar la prisión para intentar salvar lo que todavía quedaba. El conflicto acabaría desvaneciéndose gradualmente debido a las duras condiciones de detención que les imponían las autoridades francesas con el fin de presionarles.

### Del intento de diálogo a la confrontación

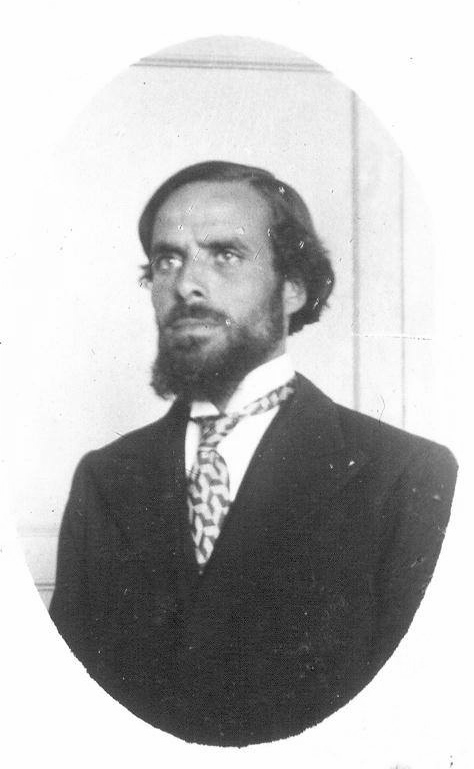
Bourguiba en 1936 tras su regreso de Bordj Le Boeuf.

A comienzos de 1936, la ineficaz política de Peyrouton lleva al gobierno francés a sustituirlo por Armand Guillon. Tras dos años de agitación nacionalista, el 23 de abril Guillon logra imponer la calma en el país y libera a los detenidos. Burguiba es trasladado a Djerba, donde es visitado por el nuevo Residente General, que está dispuesto a negociar con él para poner fin a las tensiones y aplicar una nueva política más liberal. El 34 de mayo, Burguiba es finalmente liberado. Mientras tanto, en Francia, el Frente Popular asciende al poder con la formación del gabinete de León Blum en junio. Esta es una gran oportunidad para los dirigentes nacionalistas, que siempre habían estado cerca de los socialistas. Pronto conocerán a Guillon, quien les promete restaurar todas las libertades restringidas. Muy satisfechos con el encuentro, los nacionalistas están convencidos de que el ascenso de Blum y la llegada de Guillon como jefe del gobierno colonial abrirían las puertas de las negociaciones que conducirían a la independencia.
El 10 de junio, el Consejo Nacional del Neo-Destour se reúne para establecer una nueva política con respecto al gobierno francés. La sesión termina con el visto bueno a la nueva política francesa y la elaboración de una serie de peticiones mínimas, y que el Neo-Destour esperaba que fueran satisfechas rápidamente. Tras el Consejo, Burguiba es enviado a París para exponer el programa del partido. Allí, mantiene una reunión con el subsecretario de Estado de Asuntos Exteriores, Pierre Viénot, el 6 de julio de 1936. Esta entrevista, que se hizo pública en Túnez no cae bien entre los colones franceses y, en consecuencia, las siguientes se harán en secreto. A pesar de los enormes esfuerzos, las autoridades francesas se oponen a las peticiones de los militantes tunecinos. Cuando Burguiba regresa a Túnez en septiembre, el clima político ha cambiado: las libertades han sido restablecidas y el Neo-Destour vuelve a iniciar su actividad de nuevo, aumentando el número de militantes.
A finales de 1936, el Residente General de Túnez proclama su deseo de introducir políticas de asimilación. Esta declaración es el comienzo de los levantamientos de principios de 1937. En junio, el Gabinete de Blum es reemplazado por el gobierno de Camille Chautemps, Debido a la dilación del nuevo gabinete, los nacionalistas reanudan su lucha. Burguiba deseaba que Abdelaziz Thâalbi, fundador del Destour, se uniera al Neo-Destour para consolidar su posición en contra del nuevo gobierno. Sin embargo, su deseo no se cumple, ya que el líder lo que desea es reconciliar el viejo Destour con el nuevo. La negativa de Thaalbi de unirse al partido, hace que Burguiba sabotee las reuniones públicas de su oponente. En Mateur, los enfrentamientos acaban con numerosos muertos y heridos, pero, a pesar de esto, Burguiba logra fortalecer su posición y establecerse como el único líder del movimiento nacionalista, rechazando el nacionalismo panárabe y antioccidental. De esta forma, el divorcio se consuma entre ambas partes. Temiendo las represalias, el partido del Destour abandona las reuniones públicas. Todo lo que les queda para responder a sus oponentes es la prensa.
En sus relaciones con Francia, Burguiba se decantará por la moderación. Mientras tanto, el partido se acaba dividiendo en dos facciones: la primera, moderada, liderada por El Materi, Guiga y Sfar, a favor del diálogo, mientras que la segunda, más radical y partidaria de la confrontación, estará dirigida por los miembros más jóvenes, entre ellos Hedi Nouira, Ben Slimane y Thameur. A principios de octubre, Burguiba viaja a París con el objetivo de continuar con las negociaciones, pero regresa sin ningún resultado. En ese momento se hace consciente de que no hay nada más que esperar de Francia.

### Octubre de 1937: Segundo congreso del Neo-Destour

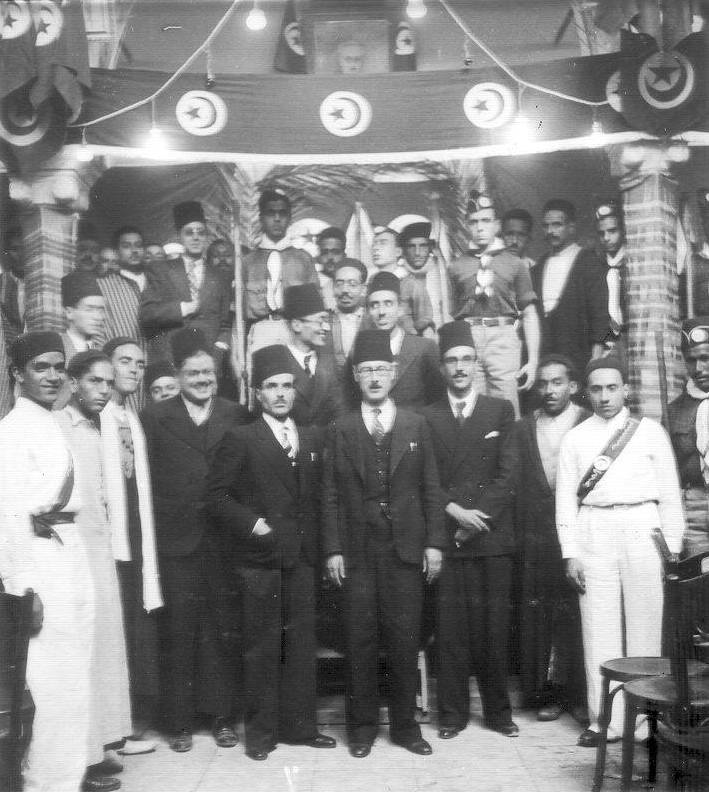
Congreso de la calle Tribunal en octubre de 1937.

En este contexto, se celebra el segundo congreso del Neo-Destour en Túnez, el 29 de octubre de 1937. La votación de una moción relativa a las relaciones con Francia figuraba en el orden del día. El congreso confirma la lucha entre los dos grupos que habían surgido en los últimos meses. En su discurso, Burguiba tratará de equilibrar ambas facciones. Tras disminuir la influencia del Destour sobre el movimiento nacionalista, Burguiba defenderá fuertemente la política de emancipación progresiva:
"La independencia sólo vendrá de tres maneras: una revolución popular, violenta y extendida que ponga fin al protectorado; una derrota militar francesa durante una guerra contra otro país; una solución pacífica y gradual, con la ayuda de Francia y bajo su supervisión. El desequilibrio de fuerzas de poder entre el pueblo tunecino y el francés elimina toda posibilidad de que haya una victoria popular. Una derrota militar francesa no traerá la independencia, porque caeremos bajo las garras de un nuevo colonialismo. Por lo tanto, sólo queda el camino de una liberación pacífica bajo la supervisión de Francia". 
El congreso, que finaliza el 2 de noviembre, concluye con la retirada del apoyo del partido al gobierno francés y, por lo tanto, con la confianza que este le había depositado durante casi dos años. Burguiba, que ayuda a acceder a varios miembros jóvenes a la dirección del partido, refuerza su posición y autoridad entre los neo-desturianos, terminando el debate victorioso.
Con el Neo-Destour alterado, se produce una nueva represión que acaba con siete muertos en Bizerta. Burguiba decide optar por la confrontación. El 8 de abril de 1938, se organiza una manifestación pacífica, sin embargo, Burguiba, convencido de que la violencia era necesaria, instará a Materi a repetir la manifestación diciendo: "Puesto que no ha habido sangre, tenemos que repetirlo. Es necesario que se derrame sangre para que hablen de nosotros". Su deseo es satisfecho a la mañana siguiente. Los disturbios del 9 de abril de 1938 terminarían con la muerte de un policía, veintidós manifestantes y más de ciento cincuenta heridos. Al día siguiente, Burguiba y sus compañeros son arrestados y llevados a la prisión civil de Túnez, donde Burguiba es interrogado. El 14 de abril el Neo-Destour es disuelto, pero sus militantes continuarán reuniéndose en la clandestinidad. El 10 de junio de 1939, Burguiba y sus compañeros con acusados de conspiración contra el orden público, la seguridad del Estado y de incitar a la guerra civil. Más tarde, Burguiba y sus compañeros son trasladados a la cárcel de Téboursouk.

## 1939-45: Segunda Guerra Mundial
Al estallar la Segunda Guerra Mundial, Burguiba es trasladado al fuerte de Saint-Nicolas en Marsella, el 26 de mayo de 1940. Allí compartió celda con Hédi Nouira. Convencido de que la guerra terminaría con la victoria de los Aliados, escribió una carta a Habib Thameur el 10 de agosto de 1942 para definir su posición:

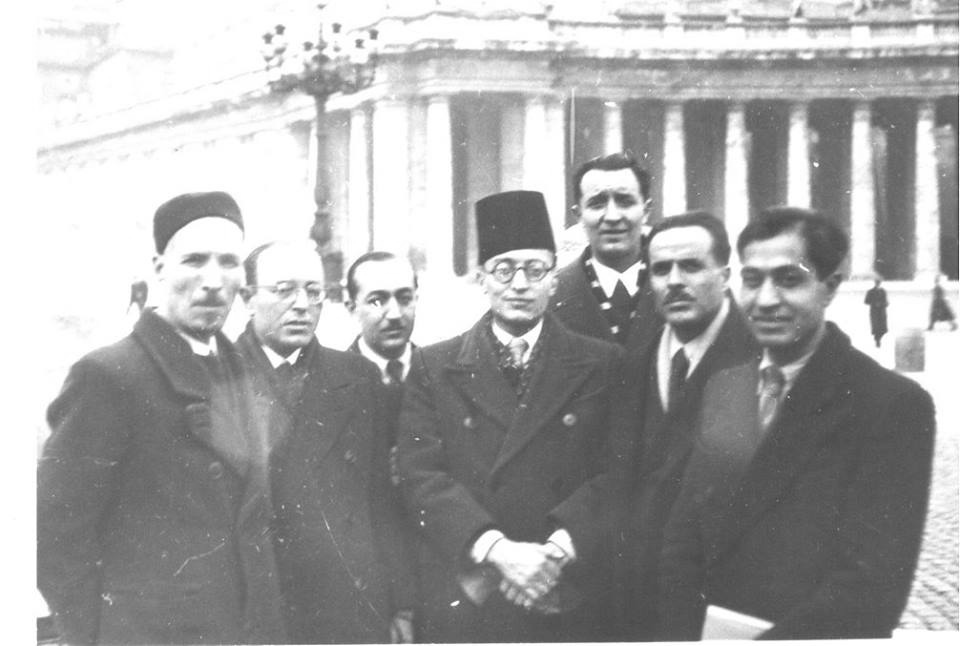
Burguiba y sus compañeros nacionalistas en Roma en 1943.

"Alemania no ganará la guerra y no puede ganar. Entre el coloso ruso, pero también entre los anglosajones, que poseen los mares y cuyas posibilidades industriales son infinitas, Alemania será aplastada [...] se les da la orden, a ustedes y a los militantes, de ponerse en contacto con los franceses gaullistas para combinar nuestra acción clandestina [...] Nuestro apoyo debe ser incondicional. Es una cuestión de vida o muerte para Túnez". 
El 18 de noviembre de 1942 sería trasladado a Lyon y encarcelado en la prisión de Montluc en Fort de Vancia hasta que Klaus Barbie decide liberarlo y llevarlo a Chalon-sur-Saône. En enero de 1943, Burguiba viaja a Roma invitado por Benito Mussolini, quien esperaba utilizarle para debilitar la resistencia francesa en el norte de África. El ministro italiano de Asuntos Exteriores trataría obtener de Burguiba una declaración en favor de Mussolini que, finalmente, no acaba consiguiendo.
Durante este período, Burguiba conoce a Wassila Ben Ammar, su futura nueva esposa. Burguiba, que estaba siendo vigilado de cerca, no se encontraba con ganas de reanudar la lucha. Solicita una autorización para realizar la peregrinación a La Meca, pero las autoridades francesas la rechazan. Burguiba entonces decide huir a Egipto, cruzando las fronteras libias (disfrazado de caravanero), llegando a El Cairo en abril.

## 1945-49: Viaje a Oriente Medio
Burguiba se estableció en El Cairo, Egipto, donde recibe la ayuda de su antiguo maestro de Monastir, Mounier-Pillet, que vivía en la capital egipcia. Allí, Burguiba conoce a varias personalidades, como Taha Hussein. También establece contacto con los sirios, quienes acababan de obtener su independencia de Francia, declarando que "con los medios de los que disponen, los países árabes deberían mostrar una mayor solidaridad con las luchas de liberación nacional del Magreb". Aunque sus esfuerzos se intensificaron, Burguiba sabía que nadie apoyaría su causa mientras no hubiera tensiones entre Francia y Túnez.
Tras darse cuenta del vacío de las promesas del resto de países árabes, Burguiba decide crear una oficina del Neo-Destour en El Cairo. Muy pronto se unirían nacionalistas argelinos y marroquíes. El discurso de Burguiba se hizo muy conocido entre los medios anglosajones, y el nacionalismo magrebí en El Cairo acabó resultando ser muy eficaz. Burguiba estaba cada vez más convencido de que la clave de la lucha nacionalista residía en los Estados Unidos, ya que los intereses del país norteamericano eran similares a los de los nacionalistas magrebíes. En su deseo de viajar a los Estados Unidos es apoyado por Hooker Doolittle, cónsul estadounidense en Alejandría, quien le ayuda a pasar encubiertamente las fronteras hasta llegar a Amberes y embarcar en el barco Liberty, el 18 de noviembre. El 2 de diciembre de 1946, Borguiba llega a Nueva York, ciudad donde, en ese momento, se abría el período de sesiones de la Asamblea General de las Naciones Unidas.
Allí, Bourguiba participa en numerosas recepciones y banquetes que le servirían de ocasión para reunirse con políticos norteamericanos, como Dean Acheson, subsecretario de Estado. Durante su viaje a los Estados Unidos, Burguiba acuerda que la superpotencia estará lista para apoyar a Túnez si su caso se presentaba ante las Naciones Unidas. Este acuerdo estaba basado en la Carta de las Naciones Unidas, documento firmado por Francia y que mencionaba explícitamente el derecho de los pueblos a la libre determinación.
Mientras tanto, en El Cairo, la Liga Árabe no acepta incluir en su agenda la cuestión del Mágreb. En este contexto, el congreso celebrado por los nacionalistas de El Cairo, del 15 al 22 de febrero de 1947, culmina en la creación de una oficina del Magreb Árabe que sustituiría a la representación del Neo-Destour. Su misión principal era fortalecer los movimientos de resistencia dentro y fuera de los países del Magreb, con el fin de presentar el problema ante las Naciones Unidas. Habib Thameur es designado líder de esta organización. En marzo de 1947, Burguiba regresa a El Cairo y, durante casi un año, tratará de convencer al resto de líderes árabes para que presenten el caso tunecino ante la ONU. Asimismo, Burguiba dotaría al Neo-Destour de su segunda representación en el mundo árabe, concretamente en Damasco, liderada por Youssef Rouissi, quien conocía bien a los sirios. Sin embargo, el progreso fue lento y el viaje de Burguiba por Oriente Medio únicamente culmina con una sustancial ayuda material de parte de Arabia Saudí, ya que ni Irak ni Siria ni el Líbano apoyarían su causa.
Dado el desinterés de los miembros de la Liga Árabe por la independencia del Mágreb, los nacionalistas magrebíes creían que la mejor forma de lograr que sus demandas fueran escuchadas era una unión entre los diferentes movimientos nacionalistas. Sin embargo, pronto comenzaron a aparecer disensiones entre tunecinos, marroquíes y argelinos, que impedían la creación de un enfoque común. El 31 de mayo de 1947, la llegada del exilio del líder marroquí Abdelkrim al-Khattabi revive al movimiento. Bajo su liderazgo, el Comité de Liberación del Norte de África es fundado el 5 de enero de 1948. Los principios fundacionales del comité eran el islam, el panarabismo, la independencia total del Mágreb y el rechazo de cualquier compromiso con el colonizador. Encabezado por Khattabi, designado presidente vitalicio, Burguiba se convierte en el secretario general. Sin embargo, a pesar del prestigio del líder marroquí, el comité no tiene tanto éxito como la Oficina del Mágreb Árabe. Centrados en la cuestión palestina, los dirigentes de la Liga Árabe se niegan a apoyar a los nacionalistas del Mágreb, cuyos problemas se agravarían con una crisis financiera.
Mientras que Abdelkrim al-Khattabi defendía la lucha armada, Burguiba se oponía a ésta, argumentando la autonomía del nacionalismo tunecino, que no tardó en dividir al Comité del Magreb. Las ideas moderadas de Burguiba no gustaron al resto de miembros del comité, quienes para desacreditarle difundieron rumores de que recibía, a escondidas, fondos de muchos líderes árabes y que tenía relaciones especiales con la embajada francesa en Egipto. Durante su viaje a Libia, en la primavera de 1948, el comité lo destituye de sus funciones de secretario general, alegando el impacto negativo que tenían las diferencias ideológicas de Burguiba con otros líderes magrebíes.
Incluso en Túnez, su exilio en Oriente Medio, lo había debilitado: además del ascenso de los moncefistas tras la destitución y el exilio del bey Moncef en Pau, el partido se reestructura en torno a la figura de Salah Ben Youssef, con la ayuda del recién creado Sindicato General de Trabajo tunecino, encabezado por Farhat Hached. Burguiba, que en ese momento se encontraba en la capital egipcia para apoyar la lucha nacional tunecina, vio cómo, cuatro años más tarde, se encontraba debilitado políticamente y marginado en el Comité magrebí del El Cairo, además de exiliado y aislado de su país. Consciente de la importancia de continuar la lucha dentro del país, regresa a Túnez el 8 de septiembre de 1949.

## 1949-56: Lucha por la independencia

### El fracaso de las negociaciones con Francia

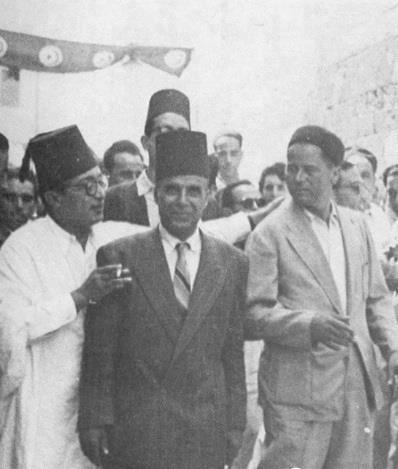
Ferhat Hached y Ben Youssef dando la bienvenida a Burguiba en 1949 tras regresar a Túnez

A su regreso a Túnez, Burguiba decide iniciar una campaña política en todo el país y así recuperar el control del partido. De noviembre de 1949 a marzo de 1950, Burguiba visita ciudades como Bizerta, Medjez el-Bab y Sfax, donde su carisma y habilidades oratorias harían aumentar su popularidad. Una vez alcanzado su objetivo, Burguiba reaparece como líder del movimiento nacionalista, viajando a Francia para entablar nuevas negociaciones. El 12 de abril de 1950, aterriza en París listo para movilizar a la opinión pública, a la prensa y a los políticos sobre la cuestión tunecina. Tres días más tarde, da una conferencia en el Hotel Lutetia, donde presenta las principales demandas nacionalistas, resumiéndolas en siete puntos en lo que afirma la necesidad de “reforzar y fortalecer el espíritu de cooperación” entre Francia y Túnez.
Su discurso atrajo rápidamente la oposición de todos los grupos nacionalistas. En este contexto, Bourguiba sentía que el apoyo del Bey era vital. De este modo, envía a Ben Youssef y a Hamadi Badra para convencer al bey, Muhammad VIII al-Amin, para que escriba una carta a Vicent Auriol, recordando al presidente francés las demandas solicitadas hace diez meses por Túnez y pidiendo “las necesarias reformas sustanciales”. El 10 de junio, el gobierno francés reacciona a las peticiones nombrando como Residente General a Louis Perillier, quien tendría como objetivo “conducir a Túnez hacia el pleno desarrollo de su riqueza y hacia la independencia”. No obstante, la palabra “independencia” pronto sería reemplazada por “autonomía interna”. A pesar de esto, Burguiba se encontraba ansioso por apoyar el proceso de reforma de Perillier y pronto se mostraría satisfecho con los resultados de su visita a París. El caso tunecino se había convertido en uno de los temas más debatidos tanto por la opinión pública como por el parlamento.
En Túnez, Périllier, respaldado por Burguiba, favorece la constitución de un nuevo gabinete tunecino, liderado por Mohamed Chenik en el que participarán tres ministros del Neo-Destour. El 17 de agosto de 1950, el gabinete es investido. Sin embargo, la Coalición francesa de Túnez, opuesta a cualquier reforma, logra presionar tanto al gobierno colonial como a las autoridades francesas en Francia para frenar las negociaciones. Périllier acaba cediendo ante la presión y, el 7 de octubre, declara la necesidad de “hacer una pausa en las reformas”. Tras el anuncio estallan disturbios en Enfida, dejando varios muertos y heridos. Aunque Burguiba tratará de calmar el ambiente, su estrategia de colaboración con Francia estaba siendo cada vez más cuestionada por la mayoría de las fuerzas políticas de Túnez, que la consideraban indefendible, sobre todo, tras la adopción de falsas reformas el 8 de febrero de 1951.

Ante el bloqueo de las negociaciones con Francia, Burguiba decide emprender una gira mundial con el objetivo de ganar apoyo para la causa tunecina. Asimismo, empieza a considerar la opción de una lucha armada, pidiendo ayuda a Ahmed Tlili, quien crea un comité nacional de resistencia responsable de organizar grupos armados y almacenes de armas. Si durante su última gira por Oriente Medio, cuatro años antes, Burguiba era solo un militante exiliado, ahora se presentaba como líder de un partido gubernamental, lo que le abría las puertas a los funcionarios de todos los países que visitaba. Este nuevo estatus le permitiría reunirse con el primer ministro indio, Jawaharlal Nehru en Nueva Delhi, y con el presidente indonesio Sukarno. Durante estos encuentros, pediría a sus interlocutores plantear la cuestión tunecina ante las Naciones Unidas, recordando su intento fallido de presentarla en la sesión de septiembre de 1951. 

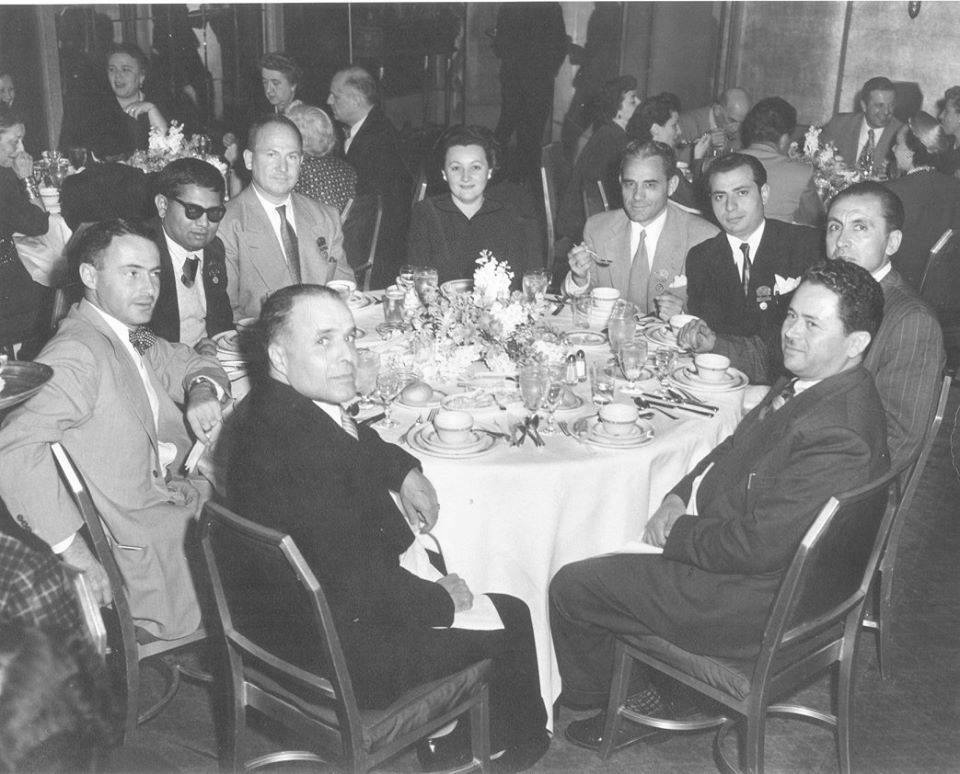
Burguiba y Hached en el Congreso de la Federación Estadounidense del Trabajo.

Desilusionado por la falta de apoyo de las autoridades egipcias y sauditas, Burguiba viaja a Milán, donde en julio de 1951 se inauguraría el congreso de la Confederación Internacional de Organizaciones Sindicales Libres. Gracias a Farhat Hached, Burguiba obtiene una invitación para participar en el evento. Allí, es invitado por la Federación Estadounidense del Trabajo (AFL) a sus reuniones en San Francisco. Entre julio y septiembre viaja a Londres y luego a Estocolmo. Su estancia en los Estados Unidos terminaría a mediados de octubre, antes de viajar a España, Marruecos, Roma y Turquía. En su visita a Marruecos viviría un episodio polémico al ser expulsado del Tánger Internacional por indicación de los representantes de Francia, Holanda y Portugal. Sin embargo, la decisión fue tomada en contra la opinión de Estados Unidos, Inglaterra y España que expresarían su desagrado por la noticia en el Comité de Control.

Mientras Burguiba continua con su gira mundial, la situación en Túnez empeora: las reformas prometidas son bloqueadas y, a iniciativa de Périller, las negociaciones continúan en París. El 31 de octubre, actuando en nombre del bey, el gran visir Chenik entrega oficialmente a Schuman un memorándum que resumía las demandas tunecinas básicas relativas a la autonomía interna. El 15 de diciembre, Burguiba aterriza en París donde recibe la respuesta de Schuman, quien afirma el principio de soberanía conjunta y la “naturaleza final de los lazos” que unen a Túnez con Francia”. Burguiba declararía a la AFP: 
"Una página de la historia tunecina ha terminado. La respuesta de Schuman abre un periodo de represión y resistencia, con su inevitable duelo, lágrimas y resentimiento […] Exasperado, desilusionado, falto de paciencia con paciencia, el pueblo tunecino demostrará al mundo entero que ya es lo suficientemente maduros para la libertad”.

### Lucha armada

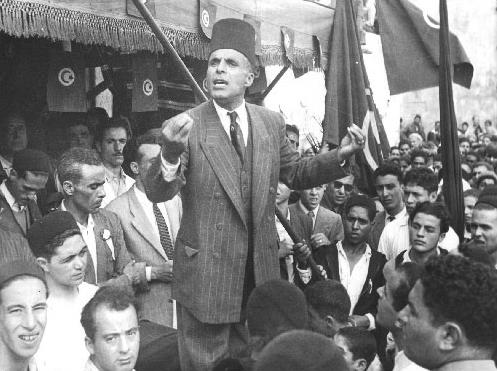
Burguiba dando un discurso en Bizerta el 13 de enero de 1952.

Tras el fracaso de las negociaciones con Francia, Burguiba permanece en París, donde consideraba esencial establecer contactos durante esta nueva etapa. Su objetivo era conseguir fondos y armas para la lucha armada, pero también convencer al resto de países de presentar la cuestión tunecina ante las Naciones Unidas. Tras numerosos encuentros en los que solo recibe negativas, Burguiba planea una estratagema para llevar la causa tunecina ante la ONU. A su regreso a Túnez, el 2 de enero de 1952, se reúne con el bey y el gran visir Chenik, a quienes solicita presentar la solicitud ante el Consejo de Seguridad de las Naciones Unidas, fingiendo que la reclamación contaría con el apoyo del delegado estadounidense. Mientras tanto, el líder nacionalista viajaría por todo el país para informar a los tunecinos sobre el recurso ante la ONU. Sus discursos se volvieron cada vez más enérgicos, terminando con su declaración en Bizerta, el 13 de enero, donde amenazó al gabinete si una delegación no volaba inmediatamente a la ONU. La petición es firmada el 11 de enero en la casa de Chenik por todos los ministros del gabinete, en presencia de Burguiba, Hached y Tahar Ben Ammar. El 13 de enero, Salah Ben Youssef y Hamadi Badra volarían a París, donde depositaron su petición.
A Francia no le agrada este movimiento y reacciona nombrando a Jean de Hauteclocque como nuevo Residente General. Conocido por su mano dura, De Hauteclocque prohíbe el congreso del Neo-Destour del 18 de enero y arresta a varios militantes, como Burguiba. Burguiba es trasladado a Tabarka, donde conservará bastante libertad de movimiento. Pronto comprendió que lo que De Hautecloque buscaba era que se exiliara a la vecina Argelia.
Tras el levantamiento popular en Túnez, los países afroasiáticos miembros de la ONU respondieron a la petición de Ben Youssef y Badra, presentando el caso tunecino ante el Consejo de Seguridad, el 4 de febrero de 1952. Sin embargo, el 26 de marzo, De Hauteclocque pone a Chenik, El Materi, Mohamed Salah Mzali y Mohamed Ben Salem bajo arresto domiciliario en Kebili, mientras que Bourguiba es trasladado a Remada.
Con el objetivo de debilitar al movimiento nacionalista, De Hautecloque separará a Burguiba y a sus compañeros. Así, el 21 de mayo de 1952, Burguiba es enviado a las islas de La Galita. Instalado en una antigua fortaleza abandonada, comienza a sufrir problemas de salud causados por la humedad. En Francia, los que se oponían a un compromiso desacreditaban a Burguiba, a quien acusaron de preparar la lucha armada mientras negociaba con el gobierno francés. Mientras tanto, el bey aguanta la presión del Residente General y no aprueba las reformas “mínimas” exigidas por De Hautecloque -consideradas insuficientes insuficientes por los nacionalistas-. Este hecho desata una ola de muertes en la que Farhat Hached es asesinado el 5 de diciembre de 1952. Mientras tanto, Burguiba, privado de correspondencia, periódicos y visitas seguirá pidiendo la intensificación de la resistencia.

Ante este clima de inestabilidad, el 23 de septiembre de 1953, el Gobierno francés decide reemplazar a De Hauteclocque por Pierre Voizard como Residente General. Tratando de apaciguar el levantamiento, Voizard levanta el toque de queda, la censura de la prensa, y libera a los líderes nacionalistas. Asimismo, reemplaza a Baccouche por Mzali, prometiendo nuevas reformas que sedujeron a los tunecinos. Por el contrario, Burguiba permaneció retenido en las islas de La Galita, aunque las condiciones de su arresto comenzaron a suavizarse. El liberalismo de Voizard atrajo al pueblo tunecino, cansado de la violencia que tanto tiempo había vivido. Sin embargo, dentro del Neo-Destour no todos estarán de acuerdo con la política del nuevo Residente General y el partido se acaba dividiendo entre los que le apoyaban y los que no. Tanto Burguiba como Ben Youssef se oponían tajantemente a la colaboración entre el bey y la Residencia. Después de un período de indecisión sobre qué hacer con el proyecto de reforma, el Neo-Destour da órdenes de retomar las acciones de resistencia y, así, los ataques en el campo vuelven a reanudarse. 

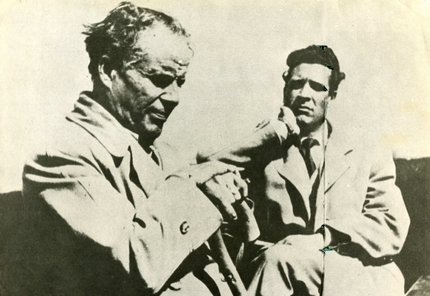
Burguiba fue transferido de La Galita a la isla Groix en Francia.

El 15 de mayo, Voizard intenta restablecer la paz, indultando a la mitad de los novecientos tunecinos condenados tras los disturbios, y pone fin al exilio de dos años de Burguiba en La Galita. El 20 de mayo de 1954, Burguiba es trasladado a la isla de Groix, aunque seguirá manteniéndose firme en su postura, afirmando que: "la solución al problema tunecino era sencilla [...] El primer paso era entregar a Túnez su autonomía interna, siendo respetados los derechos económicos, estratégicos y culturales de Francia en estos ámbitos. Ahora, esto es un verdadero enfrentamiento".
Sin embargo, estas nuevas medidas no cambian la situación. Después de la petición de la Coalición francesa tunecina para que Burguiba no pueda reanudar su “campaña de agitación", el gran visir Mzali sufre un atentado en el que casi muere. El 17 de junio, Mzali renuncia a su cargo sin ningún sucesor que lo reemplace. Esta dimisión no deja ningún interlocutor disponible para negociar con el nuevo gabinete de Pierre Mendès France, investido el 18 de junio. El nuevo jefe de gobierno no va a tolerar “ninguna vacilación o reticencia en la implementación de las promesas hechas a personas que tenían puesta su confianza en Francia […]”.

### Acuerdos de autonomía interna
El 21 de julio y por orden de Mendès France, Burguiba es trasladado al castillo de La Ferté en Amilly (a 110 kilómetros de París) para preparar las próximas negociaciones. El 31 de julio, el nuevo primer ministro francés viaja a Túnez, donde pronuncia un discurso en el que declara que el gobierno francés reconoce unilateralmente la autonomía interna del país. Por su parte, Burguiba recibiría en París a representantes del Neo-Destour. En Túnez, se crea un nuevo gabinete, dirigido por Tahar Ben Ammar, para negociar con las autoridades francesas.
El 18 de agosto empezaron las negociaciones. Sin embargo, la situación en el país empeora con la continuación de la lucha armada. Asimismo, las negociaciones comienzan con un serio enfrentamiento entre militares y rebeldes. Todo el mundo estaba seguro de que sólo una orden del Neo-Destour convencería a los insurgentes para que detuvieran la lucha. Sin embargo, el partido termina escindiéndose entre los que desean la continuación de la lucha y los que quieren que se acabe. En este contexto, Burguiba parecía ser la única persona con la autoridad necesaria para resolver el problema.
Mendès France, convencido de que la situación amenazaba su política colonial, estaba ansioso por conocer a Burguiba. De esta forma, en octubre, Burguiba es transferido a Chantilly, donde permanece a partir de ese momento. La entrevista secreta entre ambos hombres termina con la promesa de Burguiba de poner fin a los disturbios en el país. Sin embargo, el inicio del levantamiento civil armado en Argelia el 1 de noviembre de 1954 no permitirá que la situación mejore. Los políticos franceses, llenos de rabia, acusan a sus compañeros tunecinos de colaborar con los rebeldes argelinos, frenando las negociaciones. La situación empeoraría el 11 de noviembre, cuando el gobierno francés envía un ultimátum al tunecino, anunciando que las conversaciones serían detenidas hasta que terminaran los disturbios en Túnez.
El 14 de noviembre, bajo la presión de Burguiba, el Consejo Nacional del Neo-Destour, invita al gobierno francés y tunecino a "encontrar una solución al problema de los fellaghas”. El 20 de noviembre se llega a un acuerdo que exhorta a los rebeldes a “entregar sus armas a las autoridades francesa y tunecina”, y que hacía prometer al Residente General de Francia y al Gobierno tunecino que los militantes no serían procesados y que se tomarían medidas para facilitar su reinserción en la sociedad. Asimismo, Burguiba intervendría, por segunda vez, para calmar a los líderes de la resistencia, mostrando su confianza en Mendès France y reiterando la garantía de seguridad de los nacionalistas. Después de dos años de malestar, las conversaciones finalmente se reanudan.

No obstante, las negociaciones para la autonomía interna no fueron unánimes: el 31 de diciembre de 1954 en Ginebra, Ben Youssef, que deseaba la independencia inmediata, cargaría contra las negociaciones, oponiéndose a la política gradual adoptada por Burguiba. Ben Youssef era consciente de que su declaración atraería a muchos militantes, causando pánico entre la facción moderada del partido. Sin embargo, sus temores se verían calmados con la llegada de Edgar Faure al gobierno francés el 23 de febrero. Faure promete continuar con las negociaciones iniciadas por su predecesor. Con la promesa de Faure como garantía, ahora era necesario que el Neo-Destour acercara a los dos líderes opositores y presentara a Francia un frente nacionalista fuerte y unido. Sin embargo, Ben Youssef (apoyado por los argelinos) se opuso a las negociaciones, argumentando que no apoyaría cualquier negociación que no condujera inmediatamente a la independencia de todo el pueblo magrebí. A pesar de los intentos de reconciliar a los dos líderes (Bourquiba intentaría, sin resultado, persuadir a Ben Youssef para que volviera a Túnez), la ruptura fue definitiva. 

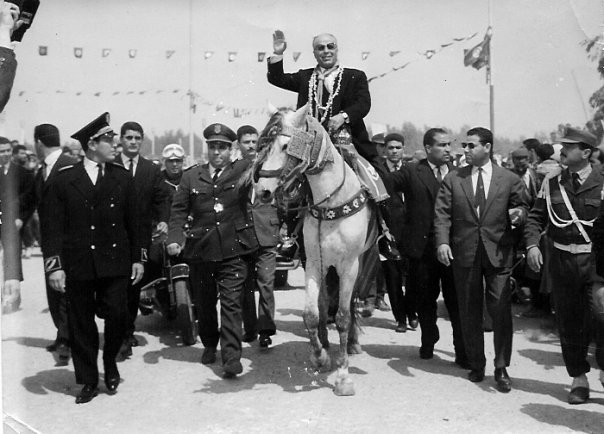
Regreso triunfante de Burguiba a lomos de su caballo por las calles de Túnez el 1 de junio de 1955.

El 21 de abril de 1954, la reunión entre Faure y Bourguiba concluiría con los acuerdos de autonomía interna. El 1 de junio de 1955, Burguiba regresa triunfante a Túnez a bordo del Ville d' Alger. Volviendo de Marsella, arribó en La Goleta -el puerto de la ciudad de Túnez. Se acercó al puente, agitando su brazo y levantando un gran pañuelo blanco para saludar a la multitud. "Éramos cientos de millones de personas los que veníamos a recibirle, interminablemente en un gran frenesí", diría su exministro Tahar Belkhodja. El 3 de junio, Ben Ammar y Faure, Mongi Slim y el ministro francés de Asuntos tunecinos y marroquíes, Pierre July, firmarían los convenios de autonomía interna.
Tras la ratificación de los acuerdos, el 3 de junio empezaron las consultas para formar el primer gabinete. Sin embargo, Burguiba no se sentía capaz de liderarlo. Consideraba que era demasiado pronto para que Francia tuviera al "Comandante Supremo" al frente del gobierno tunecino y que aún era temprano para ocupar un cargo dentro del estado. De este modo, Tahar Ben Ammar vuelve a ser el elegido, una vez más, para dirigir el gobierno. Era la primera vez desde 1881 que el gabinete tunecino no incluía a un miembro francés. Mientras se dedicaba a pronunciar discursos por todo el país, Burguiba haría hincapié en este hecho tan fundamental, demostrando que los acuerdos otorgaban una gran autonomía al pueblo tunecino en la gestión de sus asuntos. Con la defensa de su estrategia, Burguiba cerraba el horizonte al “extremismo” de Ben Youssef, quien sería apoyado por los comunistas y el Destour.

### Luchas fratricidas

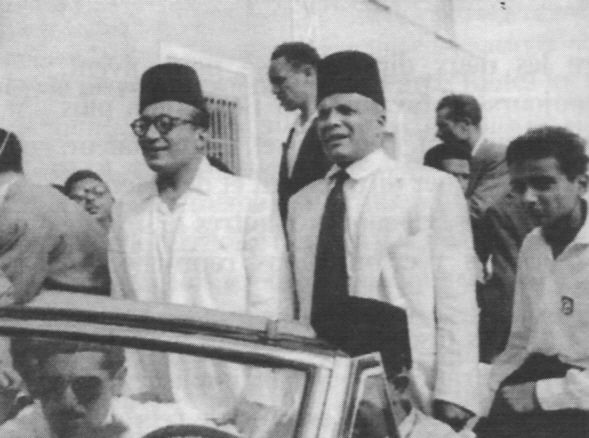
Burguiba dando la bienvenida a Salah Ben Youssef a su vuelta del exilio.

El 13 de septiembre, Ben Youssef regresa a Túnez desde El Cairo. Con el fin de reconciliarse y persuadirle para que reconsiderara su posición, Burguiba va al aeropuerto a dar la bienvenida a su "viejo amigo". Sin embargo, sus esfuerzos son en vano y la paz muy breve: Ben Youssef no esperará demasiado tiempo para criticar la modernidad del "Comandante Supremo", que pisoteaba los valores arabo-islámicos, e invita a los opositores de Burguiba a reanudar la lucha armada para liberar todo el Mágreb. En respuesta a sus declaraciones, la dirección del Neo-Destour destituye a Ben Youssef de todos sus cargos. La decisión es mantenida en secreto hasta que el 13 de octubre se hace pública, sorprendiendo a muchos militantes, quienes consideraban que la sentencia era demasiado importante como para ser tomada en una mera reunión. De esta forma, muchas de las facciones del partido se opondrán a la decisión, declarando a Ben Youssef como su legítimo líder.
Los académicos panárabes de Ezzitouna, sintiéndose cada vez más marginados por la línea occidental del partido, mostrarán un gran apoyo a la facción más conservadora que acababa de crearse. La inestabilidad volvió a dominar el país. Ante los intentos de sabotaje de los seguidores de Bourguiba, Ben Youssef multiplicaría sus giras por todo el territorio. Las células que le apoyaban se creaban en todas partes, mientras que muchos de los militantes neo-desturianos permanecían expectantes, a la espera de ver quién de los dos líderes se imponía. Con el objetivo de ganar la batalla, Burguiba inicia una campaña informativa que tiene mucho éxito, especialmente en la ciudad de Kairuán, que decide unirse a su causa.
En este contexto, en noviembre de 1955 se celebra un congreso para elegir cuál de los dos líderes tendría la última palabra. Bourguiba termina ganando el debate, contando con la aprobación de los delegados. De esta forma, su oponente es expulsado del partido y los convenios de autonomía interna aprobados. Indignado por las consecuencias del congreso, Ben Youssef organizará numerosas reuniones para demostrar su poder. En el interior del país, gana el apoyo de los fellaghas que retoman los enfrentamientos. Células burguibistas y colonos franceses empiezan a ser atacados. Los fellaghas deseaban obtener la independencia, incluso, si era necesario, por las armas, y poner fin al poder de Burguiba. El 1 de junio, la Túnez unida que parecía que se había creado fue hecha trizas con la escisión del partido en dos facciones: el bando formado por los partidarios de Burguiba y el de aquellos que se oponían a él y que se unirían a Ben Youssef.
Esta situación tan problemática acabará provocando una guerra civil. Durante el enfrentamiento entre las dos facciones serían frecuentes los asesinatos, las detenciones arbitrarias, las torturas en prisiones ilegales, los secuestros y los ataques de las milicias, causando decenas de muertos y muchos heridos. Debido a esta situación, las autoridades francesas deciden acelerar la implementación de los acuerdos de autonomía, transfiriendo la responsabilidad policial al Gobierno tunecino a partir del 28 de noviembre. Esta decisión no agrada a Ben Youssef, quien temía las amenazas del ministro de Interior, Mongi Slim. Con el objetivo de cancelar las decisiones del Congreso de Sfax, Ben Youssef solicita la celebración de un segundo congreso lo antes posible. Sin embargo, el gobierno tunecino se opone a su petición. Al poco tiempo, Ben Youssef es acusado de incitar a la rebelión y termina huyendo del país. El 28 de enero de 1956, Ben Youssef cruza clandestinamente la frontera entre Libia y Túnez para ir a Trípoli (Libia). A la mañana siguiente, los tres periódicos que lo apoyan son confiscados y ciento quince personas son detenidas en todo el país. El gobierno decide crear un tribunal penal especial para juzgar a los rebeldes. Mientras tanto, Ben Youssef continuará exhortando a sus seguidores para que retomen la lucha. El contexto regional estaba a su favor porque el Mágreb ardía en la lucha de liberación y los nacionalistas pronto se decepcionarían al ver que los acuerdos de autonomía interna únicamente cedían a los tunecinos unos pocos poderes limitados.
Convencido de que debía actuar, Burguiba vuela a París en febrero de 1956 con el fin de persuadir a las autoridades francesas, quienes eran reacias a iniciar las negociaciones sobre la independencia total. El 20 de marzo de 1956, en el Quai d' Orsay, el ministro francés de Asuntos Exteriores, Christian Pineau, firma el acta de independencia, junto con Tahar Ben Ammar. Las cláusulas ponen fin al Tratado de Bardo. Sin embargo, Francia mantendría su base militar de Bizerta durante muchos años. El 22 de marzo, Burguiba regresa a Túnez victorioso, donde declararía que "después de un período de transición, todas las fuerzas francesas deberán evacuar Túnez, incluido Bizerta".

### 1956-57: Primer ministro del Reino de Túnez
Tras la independencia, proclamada el 20 de marzo de 1956, el 25 de marzo se elige una Asamblea Nacional Constituyente para redactar una constitución. Burguiba aparece en las listas constituyentes como el candidato del neo-Destour, en la circunscripción de Monastir. El 8 de abril, la asamblea celebre su sesión de apertura, presidida por Mohamed Chenik. Ese mismo día, Burguiba es elegido presidente de la Asamblea Nacional Constituyente, pronunciando un discurso que resume sus ambiciones para el país:

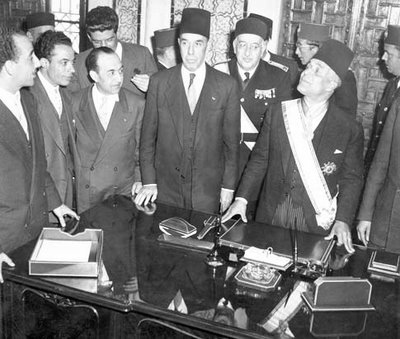
Transferencia del poder entre el primer ministro saliente, ahar Ben Ammar y el recién elegido primer ministro, Habib Burguiba.

"No podemos olvidar que somos árabes, que estamos enraizados en la civilización islámica, igual que tampoco podemos ignorar el hecho de vivir en la segunda mitad del siglo XX. Queremos formar parte del camino de la civilización y tener un lugar en nuestro tiempo". 
Con el comienzo de esta nueva etapa, la misión de Tahar Ben Ammar como jefe de gobierno había terminado, por lo que decide presentar su dimisión al bey al-Amin. El 9 de abril, el Neo-Destour nomina a Burguiba como candidato y, tras aceptar el cargo, es invitado por el rey (el antiguo bey) para formar un gabinete. El 15 de abril, Burguiba presenta a su nuevo gabinete, compuesto por un vice primer ministro, Bahi Ladgham, dos ministros de estado, Mongi Slim y Mohamed Masmoudi, once ministros y dos secretarios de estado. De igual forma, Burguiba combinaría su mandado con el del Ministro de Defensa y Asuntos Exteriores.
Burguiba se convierte en el 20º Jefe de Gobierno de Túnez y en el segundo del Reino de Túnez. Una vez investido oficialmente como primer ministro, Burguiba expresa su voluntad de "hacer cumplir las bases de la soberanía, perfeccionando los medios dentro y fuera del país, poniendo esta soberanía únicamente al servicio de los intereses tunecinos, implementando una política valiente y sensata y así liberar la economía nacional de las cadenas del inmovilismo y del desempleo”.
Como primer ministro, Burguiba trabajaría para asegurar la independencia total del país. Tras su nombramiento, la dirección de la policía pasaría de las autoridades francesas a las tunecinas. Paralelamente, la gendarmería francesa sería reemplazada por la Guardia Nacional, el 3 de octubre de 1956. Burguiba también reorganizaría las divisiones administrativas de Túnez, creando una estructura moderna compuesta por catorce provincias, divididas en delegaciones y administradas por gobernadores. De igual manera, Burguiba continuó negociando con Francia para obtener el control total de la diplomacia, ya que el país galo aun podía interferir en temas de política exterior. Así, el 3 de mayo, Burguiba crea el Ministerio de Asuntos Exteriores tunecino, invitando a otros países a establecer embajadas y relaciones diplomáticas con Túnez. Nombró a cuatro embajadores en los países árabes y dio el visto bueno a que los Estados Unidos y Turquía iniciaran una misión diplomática en Túnez. Bajo presión, Francia acepta la apertura de las respectivas embajadas y firma un acuerdo con el Gobierno tunecino el 16 de mayo. El 12 de noviembre, Túnez se convierte en miembro oficial de las Naciones Unidas.

Burguiba también abordaría asuntos de defensa con Francia, sosteniendo que los militares franceses debían abandonar el país. El 30 de junio se fundan las Fuerzas Armadas tunecinas y Burguiba solicita la evacuación progresiva del resto de soldados franceses que todavía se encontraban en el país. Sin embargo, esto no agrada a Francia, ya que el país europeo deseaba reprimir a los rebeldes argelinos, utilizando las bases militares que poseía en Túnez. Tras los enormes desacuerdos entre ambos gobiernos, la visita de Maurice Faure, el secretario de Asuntos Exteriores francés, termina con la decisión de reagrupar a las fuerzas francesas en Bizerta, en menos de dos años, y la creación de una alianza militar franco-tunecina. Sin embargo, Burguiba se negaba a negociar mientras una parte del territorio tunecino todavía estuviera ocupado por las fuerzas francesas, declarando que el tiempo del protectorado había terminado. De esta forma, Burguiba viajará al Reino Unido y a los Estados Unidos, donde solicita el apoyo de los países. 

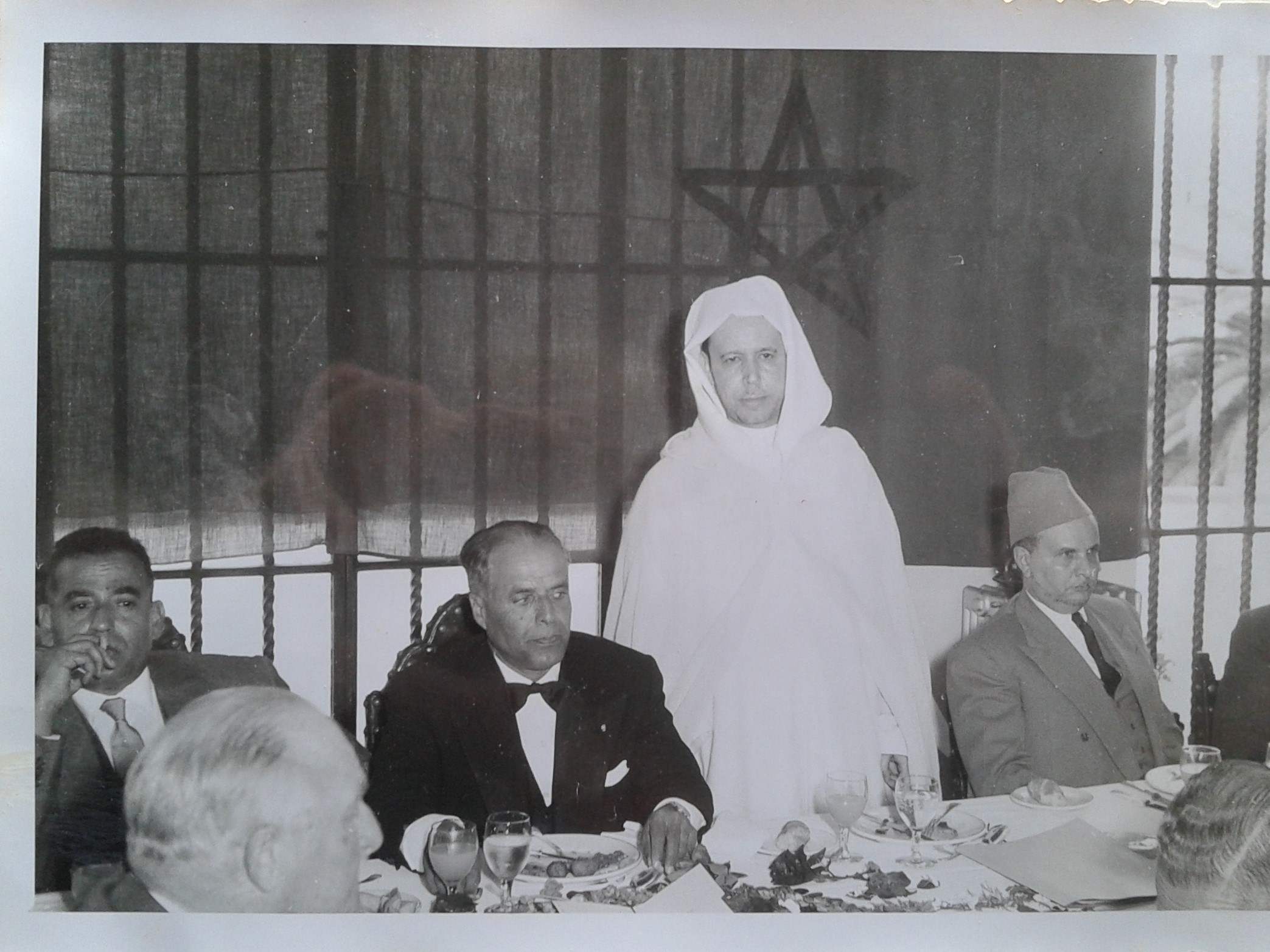
Habib Burguiba, Abdallah Guennun y Allal El Fasi presidiendo un banquete en la ciudad de Tánger (abril de 1957).

Durante su mandato, Burguiba emprendió una campaña de reformas fundamentales destinada a la modernización la sociedad tunecina. El 31 de mayo de 1956, acaba con los privilegios beylicales. A partir de ese momento, tanto los príncipes como las princesas reales se encontraban sujetos a la ley, en igualdad de condiciones que el resto de los ciudadanos. Burguiba también suprimiría la figura jurídica del habous, profundamente arraigada en la tradición islámica, y especialmente en el Mágreb. También puso fin a los propósitos educativos de la mezquita de Ezzitouna de implementar la educación religiosa en la escuela, creando la Facultad de Estudios Religiosos en la Universidad de Ezzitouna, institución pública que estaba adscrita al Ministerio de Educación. Asimismo, las escuelas coránicas quedaron, a partir de ese momento, bajo la supervisión del gobierno, siendo el Ministerio de Educación la institución que preparaba sus programas y se encargaba de su gestión. Se proclamó la educación gratuita y se creó una Escuela Superior con el objetivo de capacitar a los futuros docentes.
Con respecto a los derechos de las mujeres, Burguiba inició una campaña para su emancipación, que incluía: la educación universal de las niñas, el acceso de las mujeres al mercado laboral en igualdad de condiciones que los hombres, el libre consentimiento a la hora contraer matrimonio y la eliminación del velo. Aunque los conservadores se opusieron firmemente a sus reformas, la campaña acabó siendo un gran éxito. El 13 de agosto de 1956, Burguiba promulgó un nuevo Código Civil que acabó con la institución del repudio, que era sustituida por la del divorcio. De igual manera, el Código Civil otorgó el derecho a las mujeres de elegir libremente marido sin necesidad de obtener permiso paterno; la poligamia quedaba prohibida y se consagraba en la ley la igualdad entre padres, madres y niños. Burguiba también reformó el sistema judicial, suprimiendo las cortes religiosas y creando tribunales gubernamentales.
En el segundo aniversario de su regreso a Túnez, el 1 de junio de 1957, Burguiba quiso proclamar un sistema republicano; sin embargo, la crisis que atravesaban las relaciones franco-tunecinas por la suspensión de la ayuda financiera de Francia, provocó el aplazamiento del evento. El 22 de julio, la dirección del Neo-Destour invita a los miembros de la Asamblea Constituyente a una reunión especial que tuvo lugar el 25 de julio. En esta sesión se proclamó la República y la monarquía (que hasta ese momento contaba con 252 años de antigüedad) fue abolida. El patrimonio del rey fue confiscado por el gobierno y empleado para saldar las deudas del estado. Con este cambio de régimen, Burguiba es nombrado presidente interino de Túnez hasta que se adopta una nueva constitución. Asimismo, el gabinete de Burguiba es disuelto y se abole el cargo de primer ministro.

## 1957-87: Presidencia

### 1957-62: Fundador del Túnez moderno

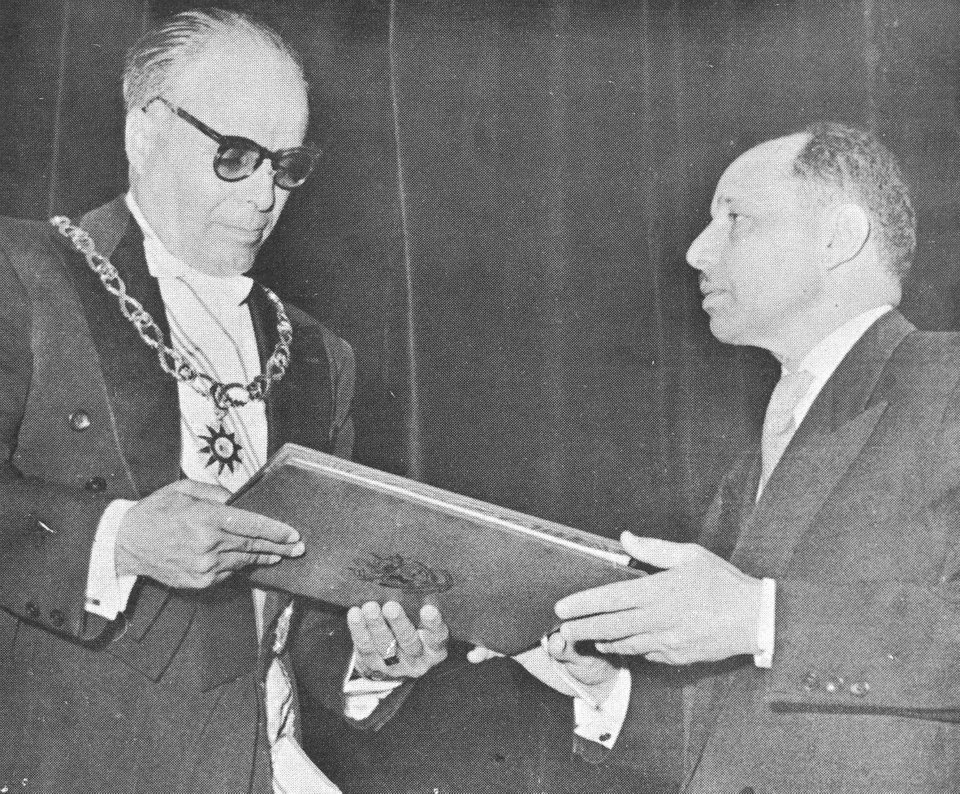
Burguiba firma la Constitución el 1 de junio de 1959.

El 8 de febrero de 1958, las fuerzas armadas francesas bombardearon Sakiet Sidi Youssef, un pueblo cerca de la frontera con Argelia. El número de víctimas fue muy alto con setenta y dos muertos y numerosos heridos. El 12 de febrero, Burguiba prohíbe la entrada en aguas territoriales tunecinas a cualquier buque de guerra francés y presenta ante la Asamblea Nacional Constituyente un proyecto de ley que derogaba la convención de 1942, que establecía que "Bizerta no formaba parte del territorio tunecino, y era un puerto francés". El proyecto de ley fue aprobado el 14 de febrero.
Gracias a la presión diplomática, Burguiba consigue que Francia abandone todo el territorio tunecino a excepción de Bizerta. Tres años después del ataque a la ciudad, las negociaciones culminan con la evacuación total de las tropas francesas de Túnez, el 15 de octubre de 1963.

El 1 de junio de 1959, en su discurso tras la firma de la nueva constitución, Burguiba se dirigió a la nación para recordar, de una manera premonitoria, el tiempo de los califas:
"Todo dependía de las habilidades personales y cualidades morales de los líderes. Los únicos límites a su poder derivaban de las exigencias de la religión. Esto era en cuanto al título. En lo que respecta a la duración de su mandato, gobernaban de por vida. Solo la muerte ponía fin a su poder. Podían envejecer, volverse incapaces de asumir la autoridad y caer bajo la influencia de un séquito de cortesanos u otras criaturas. Era un callejón sin salida […]". 

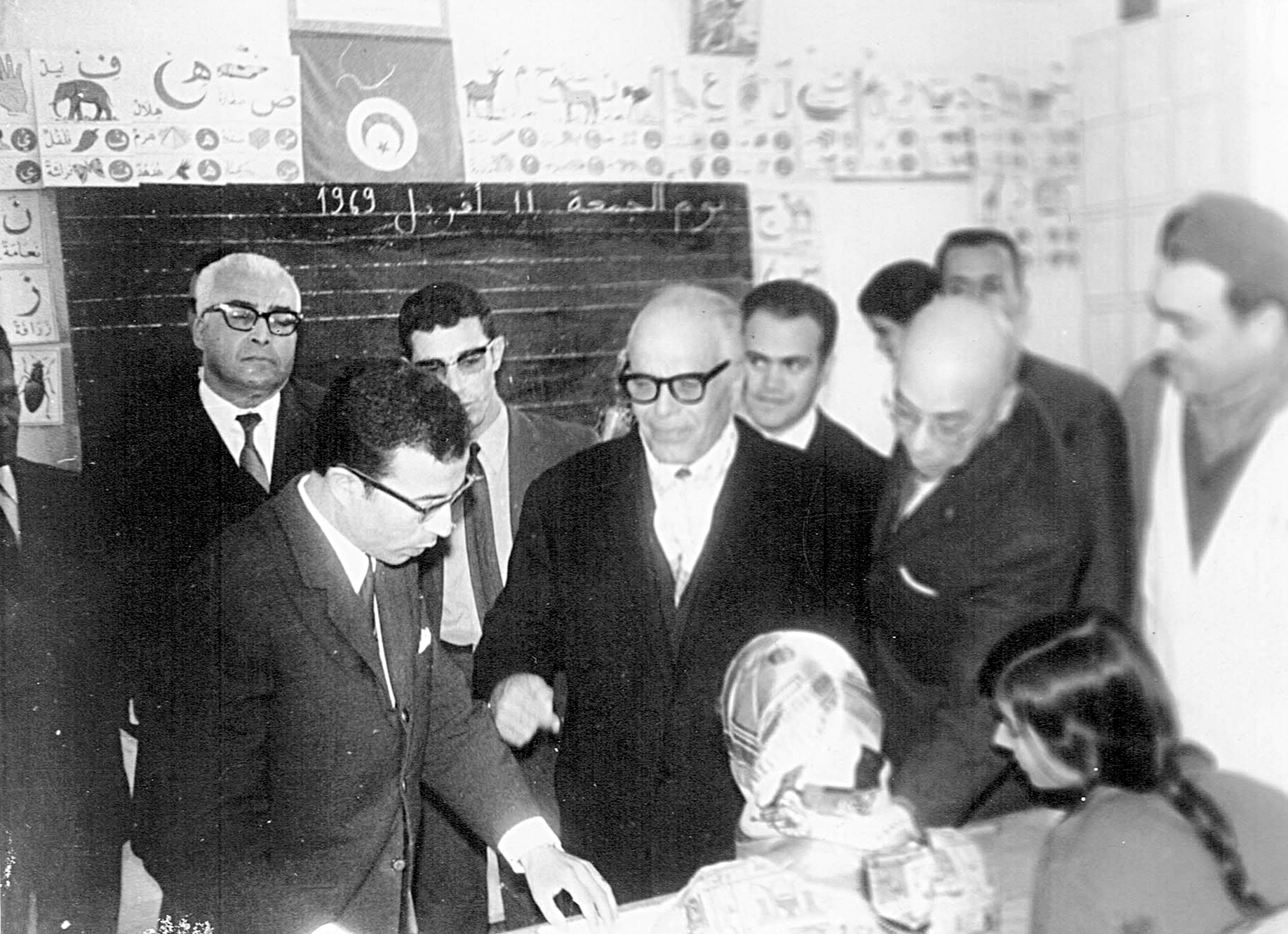
El Presidente Burguiba visitando una escuela el 11 de abril de 1969.

A diferencia de sus homólogos árabes, durante su gobierno, Burguiba tuvo como prioridad la educación y la sanidad, en detrimento del armamento y la defensa. En esta línea, estableció un sistema educativo moderno, nombrando al famoso escritor Mahmoud Messadi, Ministro de Educación. Asimismo, puso fin al plan de estudios que combinaba las enseñanzas coránicas con las occidentales, creando escuelas públicas y gratuitas. Asimismo, Burguiba abolió el sistema dual de justicia, poniendo fin a la influencia de los religiosos en el poder judicial y estableció tribunales civiles.
En febrero de 1961, invitó a sus conciudadanos a no ayunar durante el Ramadán para luchar contra el subdesarrollo y sentar las bases de un nuevo estado moderno. En marzo de 1964, en un acto sorprendente, bebería abiertamente en la televisión un vaso de zumo. Su falta de respeto por el ayuno y su discurso sobre el profeta Mahoma, publicado por un periódico libanés, llevó a Abdelaziz ibn Baz (el Gran Muftí de Arabia Saudí) a acusarlo de apostasía en 1974.
El 20 de diciembre de 1962, el gobierno anunció que había destapado una conspiración destinada a derrocar al presidente Burguiba y asesinarlo. Más tarde fue revelado que el complot había sido preparado por militares y algunos ciudadanos fieles a Ben Youssef. La conspiración fue descubierta cuando un oficial arrepentido informó a Bahi Ladgham, el teniente de Burguiba, sobre el plan y dio nombres. Entre los responsables del fallido golpe de Estado se encontraba el sobrino de Mahmoud El Materi, Moncef El Materi. Durante los juicios, uno de los suboficiales acusados declaró que nunca perdonaría a Burguiba por “haberlos sacrificado durante la batalla de Bizerta". Condenados a muerte por un tribunal militar, los once culpables fueron ejecutados. Asimismo, el partido comunista de Túnez y la revista La Tribune du Progrès, muy cercana a la formación, fueron prohibidos.

### 1960: experimento socialista y relaciones con los países árabes

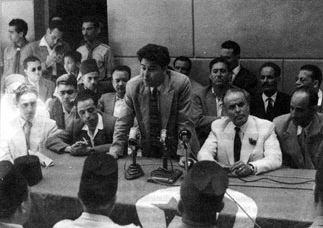
El Presidente Burguiba y Ben Salah durante un encuentro en 1963.

Ahmed Ben Salah, estrella en ascenso dentro gobierno y partidario de una política económica socialista, se encontraba respaldado plenamente por Burguiba, quien lo protegía de los ataques del resto ministros: "Soy personalmente responsable del plan que pongo bajo mi autoridad. A partir de ahora, este proyecto será el trabajo del partido”. El 17 de noviembre de 1961, Ben Salah sería designado miembro integrante de la dirección del partido, a pesar de su fracaso en las elecciones del comité central durante el Congreso de Sousse en 1959.
La política socialista, llevada a cabo por Ben Salah, se enfocó en el sector comercial, donde creó una red centralizada de oficinas estatales y cooperativas. El 28 de abril de 1964, Bourguiba exigió el comienzo de las negociaciones sobre las tierras agrícolas que tenían los extranjeros. En respuesta, el 2 de mayo, Francia anunció la suspensión de su ayuda financiera a Túnez. De esta forma, el 12 de mayo Burguiba, decide aprobar la nacionalización de las tierras. Sin embargo, los campesinos eran reacios a integrar este sistema y la burocracia acabó debilitando la ideología gubernamental: algunas unidades agrícolas permanecían sin ser trabajadas por nadie mientras que otras terminaron adquiriendo más trabajadores de lo necesario.
El 30 de septiembre, el primer plan quinquenal terminó con una devaluación del 25% del dinar. No obstante, durante el congreso de Bizerta, la estrategia colectivista fue aprobada con el establecimiento de tres sectores económicos (público, privado y cooperativo). El Neo-Destour fue, así, rebautizado con el nombre de Partido Socialista Desturiano (SDP) y se creó un comité central, basado en un modelo de partido comunista, que incluía ministros, gobernadores, oficiales del partido regional y algunos altos funcionarios. De esta forma, la dirección del partido empezó a ser elegida por el presidente entre los miembros del comité central. Al final del congreso, con el fin de tomar el control del sindicato Unión General Tunecina del Trabajo (UGTT), único sindicato del país, el SDP decide crear, en todos los negocios, sus propias células profesionales para competir con los grupos laborales. De esta forma, el partido presidencial logra el control del país.

En julio de 1965, tras un accidente en un barco que unía Sfax con las islas Kerkennah, el presidente del UGTT, Habib Achour, fue arrestado y sustituido al frente del sindicato. Desde ese momento, el sistema de partido estatal y la conjunción Bourguiba-Ben Salah "sumieron a Túnez en una carrera precipitada” en la que libertades fundamentales fueron sistemáticamente atropelladas. Los primeros problemas comenzaron el 15 de diciembre en Masakin: el pueblo protestó contra la obligación de que ciento cuarenta y siete pequeños agricultores tuvieran que formar nuevas cooperativas de árboles frutales, que reemplazarían sus 80.000 olivos. A raíz de los hechos, el gobierno arrestó a diez manifestantes y procedió a la desarticulación las células del partido que apoyaban a los granjeros. 

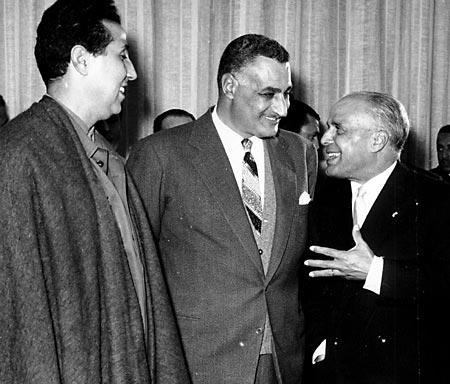
Burguiba con el presidente egipcio Nasser y el presidente argelino Ben Bella.

Durante este período, Burguiba se diferenció del resto de líderes árabes en el manejo de la política exterior del país. Veinte años antes de que el presidente egipcio, Anwar el-Sadat normalizara sus relaciones con el Estado de Israel, Burguiba estaba a favor de establecer relaciones diplomáticas con el joven estado. Durante una gira por Oriente Medio, desafiando a Gamal Abdel Nasser, Burguiba pronunció un discurso en Jericó, el 3 de marzo de 1965, recordando que "la política de todo o nada había llevado a Palestina a la derrota". También propuso a las Naciones Unidas la creación de una federación entre los estados árabes de la región y el Estado de Israel.
El 14 de marzo, Bourguiba sufrió un ataque al corazón. A partir de entonces, se pensó que Burguiba podría morir en cualquier momento y comenzó a barajarse su sucesión. El 5 de junio, el estallido de la Guerra de los Seis Días provocó disturbios en Túnez: el Centro Cultural Americano, la Gran Sinagoga y la avenida comercial de Londres fueron saqueadas y quemadas. El 25 de enero de 1969, cuando Burguiba ordena a los habitantes de Ouerdanin ceder a la cooperativa todas sus tierras y huertos, las protestas estallan. El levantamiento, ahogado por los disparos las fuerzas de seguridad, termina con dos muertos y decenas de heridos. En todo el país estallan disturbios por las mismas razones: el rechazo a una colectivización forzosa. El 3 de agosto, Ben Salah presenta a Burguiba un Decreto-ley sobre la generalización del sistema de cooperativas en el sector agrícola. Sin embargo, Burguiba, aconsejado por sus ministros, no firma el proyecto. Al día siguiente anuncia que el sistema cooperativo deja de ser implementado por amenazar con romper el equilibrio.
El 8 de septiembre, Bourguiba hace pública una declaración en la que anuncia la destitución de Ben Salah. El 8 de junio de 1970, el presidente se disculpó ante el pueblo tunecino por el fracaso del experimento socialista diciendo:
"Constitucionalmente el primer y único responsable, soy yo, Habib Bourguiba. Soy humano y, por lo tanto, estoy sujeto a error […] Me disculpo por el pueblo y especialmente por los activistas que sufrieron [...] Sé que están convencidos de mi buena fe [...] pero abusó de mi un hombre que esgrimía mentiras con un discurso diabólico”. 

### Década de 1970: reformas bloqueadas y problemas de salud
De ahora en adelante Burguiba instaría a la adopción de reformas con el objetivo de reestructurar tanto la organización estatal como la SDP. A comienzos de agosto, anunció su voluntad de concentrar su gobierno en una agenda social y económica, insistiendo en la obtención de justicia para los afectados por el colectivismo y, de este modo, dejando a un lado las cuestiones políticas. 

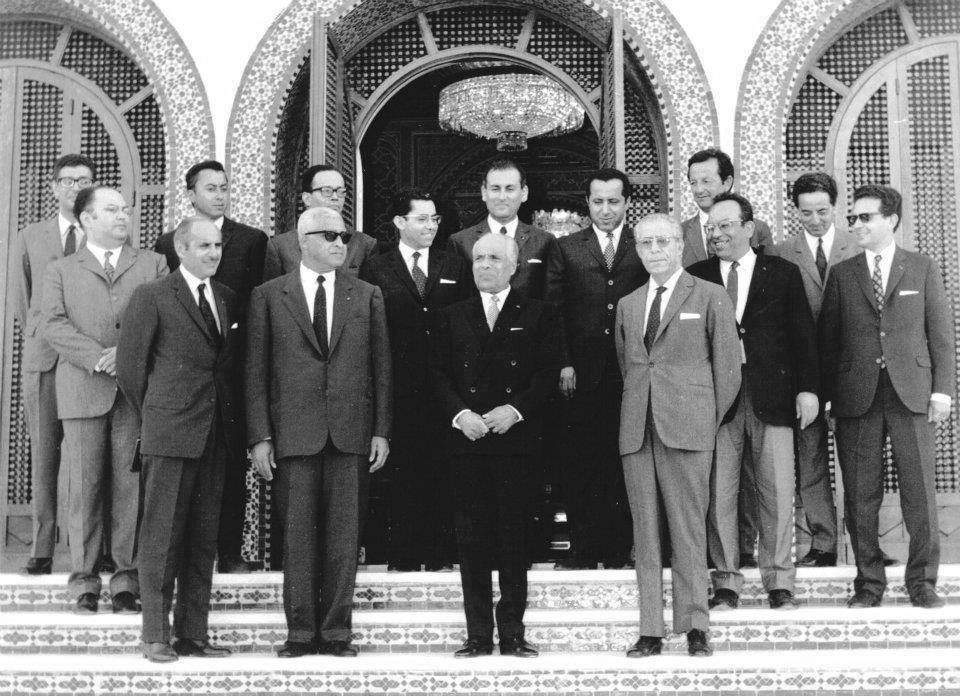
Fotografía oficial del gabinete de Burguiba, a principios de los 70.

Terminada la era socialista, el gobierno se encontraba en manos del liberal Hedi Nouira, nombrado primer ministro en 1970. Durante el Congreso de Monastir que comenzó el 19 de junio, Burguiba, que había regresado tras seis meses de tratamiento en el extranjero, nombró a tres "herederos" sucesivos: Nouira, Mestiri y Masmoudi”. Sin embargo, el Comité Central daría un giro que no agradó demasiado al presidente. Después del intento de Mestiri de controlar el partido, Burguiba lo suspende, junto con sus aliados, y disuelve el Comité Central: "Está más que claro que, mientras siga siendo de este mundo, me mantendré como jefe de Estado”.
En mayo de 1973, Burguiba se reúne con el presidente argelino Houari Boumédiène en El Kef, donde el líder argelino declaró: "El comienzo es la unión entre Argelia y Túnez. Lo haremos metódicamente, pero con firmeza [...] procederemos por etapas". Burguiba, sorprendido por la proposición, sugiere a Boumédiène que Argelia podría ceder Constantina para restablecer un mejor equilibrio geográfico entre los dos países. Durante una entrevista con el semanario egipcio El Moussaouar, el 20 de septiembre, Burguiba compartió sus ideas sobre cualquier otro proyecto de unión:
La creación de los Estados Unidos del Norte de África, incluyendo Túnez, Libia, Argelia, Marruecos y Mauritania, se realizaría por etapas, lenta y cuidadosamente, y tomaría todo el tiempo que fuera necesario: 10 años o 100 años [...] La capital de la federación deberá ser Kairuán, la capital espiritual de los musulmanes durante siglos y, de esta forma, simbolizar el regreso a la antigua gloria del mundo islámico.

En enero de 1974, Burguiba se encontró con el líder libio Muammar el-Gaddafi en Yerba. Este le expuso la idea de una unión entre Libia y Túnez. Al final de la entrevista, el ministro de Asuntos Exteriores de Túnez, Mohamed Masmoudi declararía: 
"Los dos países formarán una sola república, la República Árabe Islámica, con una sola constitución, una bandera, un presidente, un ejército y el mismo cuerpo ejecutivo, legislativo y judicial. Se organizará un referéndum el 18 de enero de 1974". 
Burguiba se mostraría favorable a la creación de la República. Sin embargo, la oposición dentro y fuera del país provocó que Burguiba abandonara el proyecto, alegando la inconstitucionalidad del referéndum.

Fue en ese contexto, en el que el nuevo congreso del SPD decidió enmendar la constitución para instituir a Habib Burguiba como presidente vitalicio, el 18 de marzo de 1975. La revisión constitucional añadió un párrafo al Artículo 39, que especificaría que:
"Excepcionalmente y en consideración de los excepcionales servicios del Comandante Supremo Habib Burguiba al pueblo tunecino al que ha liberado del yugo del colonialismo y al que ha convertido en una nación moderna, independiente y unida, que disfruta de la plenitud de soberanía, la Asamblea Nacional ha proclamado al presidente Habib Burguiba presidente de por vida". 

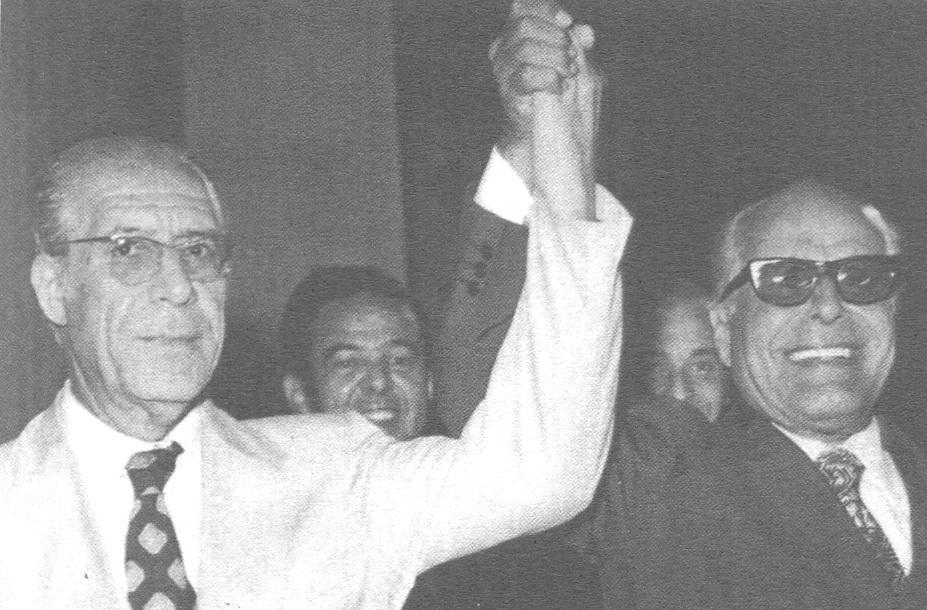
El Presidente Burguiba y el primer ministro Hedi Nouira durante el congreso de Monastir en 1974.

En abril de 1976, otra enmienda constitucional confirmaba al primer ministro como sucesor constitucional del presidente. Durante el otoño, Burguiba sufre una depresión que lo afectará constantemente durante cinco años. Encerrado en el palacio de la República, apenas tendría visitas.
A pesar de la crisis, la década de 1970 fue un período de reactivación económica, tras el fracaso del socialismo. Bajo la dirección de Nouira, el gobierno adoptó una política de liberalización de la economía. Sin embargo, el 26 de enero de 1978, tiene lugar uno de los eventos más oscuros de la presidencia de Burguiba: el Jueves Negro. Tras el llamamiento de la UGTT a la huelga general, miles de manifestantes, sobre todo, jóvenes, se reunieron cerca de la medina, en las calles comerciales del centro y en los barrios burgueses de Belvédère y Mutuelleville, donde levantaron barricadas, rompieron ventanas y prendieron fuego a edificios públicos. Al mediodía, el presidente Burguiba da órdenes al ejército de poner fin al levantamiento. Los disturbios terminarían con decenas de muertos, o incluso cientos, según algunas fuentes. Por la tarde, Burguiba declaró el estado de emergencia e impuso un toque de queda, que duró casi tres meses.
Transcurridos veinte meses desde los eventos del Jueves Negro, un nuevo Congreso del SPD se celebró el 5 de septiembre de 1979. Fiel a su estrategia de no reabrir heridas, Burguiba da la orden de pasar página. En su discurso de apertura, Burguiba recurre al interés nacional , llamando a "todos los tunecinos, cualesquiera que sean sus diferencias de opinión y orientación para que apoyen la construcción del Estado (tunecino), el instrumento de reactivación nacional, seguridad y estabilidad". Aunque el clima del congreso era de aparente unidad, la brecha entre el presidente y los que rechazaban la apertura y el sistema multipartidista, en nombre de la unidad nacional, se había hecho cada vez más grande. En este contexto, el Congreso vota una resolución para excluir a Achour, presidente de la UGTT y del SPD, y varios ministros renuncian. El congreso también intenta imponer a Nouira, eligiéndole secretario general del partido. Después de la intervención de Burguiba, estas decisiones no llegan a publicarse solo siendo anunciadas una vez en la Radio Nacional.

### Década de 1980: sucesión de crisis y caída del poder
La década de 1980 empezó con Túnez sumida en una profunda crisis. El clientelismo había crecido tanto que llegó a imposibilitar el desarrollo económico y social. La situación empeoraría con el envejecimiento de Burguiba: el declive de su salud ya no le permitía manejar adecuadamente los asuntos del estado y una guerra de sucesión surgiría entre los compañeros del partido. Durante el congreso del SPD de abril de 1981, Burguiba pronunció un histórico discurso a favor del pluralismo político:
El grado de madurez alcanzado por el pueblo tunecino, las aspiraciones de los jóvenes y el interés que existe por involucrar a todos los tunecinos en la toma de decisiones, cualesquiera que sean sus opiniones, estén dentro o fuera del partido, nos invita a decir que no vemos ningún inconveniente en la aparición de organizaciones nacionales políticas o sociales.
Burguiba cumplió sus promesas con la legalización de dos nuevos partidos políticos el 19 de noviembre de 1983: el Movimiento de los Demócratas Socialistas y el Partido de la Unidad Popular, formado por antiguos aliados de Ben Salah.
Una caída en el precio del petróleo hacia finales de 1983 redujo los ingresos del estado tunecino. Para poder pagar los crecientes gastos, el presidente Bourguiba solicita un préstamo al Fondo Monetario Internacional (FMI). El préstamo del FMI estaba condicionado a que se efectuaran recortes en el gasto público. De esta forma, el 29 de diciembre de 1983, el gobierno pone el fin a las subvenciones alimentarias, provocando un aumento inmediato del precio del pan y la harina. Los disturbios estallan ese mismo día en la región semidesértica de Nefzaoua, al sur del país, y el 3 de enero de 1984, después de que las protestas se extendieran a Túnez y Sfax, el gobierno decreta el estado de emergencia. Tras el final del levantamiento, el 5 de enero de 1984, más de ciento cincuenta personas habían sido asesinadas. El 6 de enero de 1984, Burguiba anunció que se pararía el aumento del precio del pan y la harina.
El 1 de octubre de 1985, Israel lanza un ataque contra la sede de la Organización para la Liberación de Palestina cerca de la capital tunecina. Las Fuerzas Armadas de Túnez no pudieron evitar la destrucción del lugar y, aunque la mayoría de los fallecidos eran miembros de la OLP, también hubo víctimas civiles. Como represalia por lo ocurrido, Burguiba disminuiría las relaciones diplomáticas con los Estados Unidos.

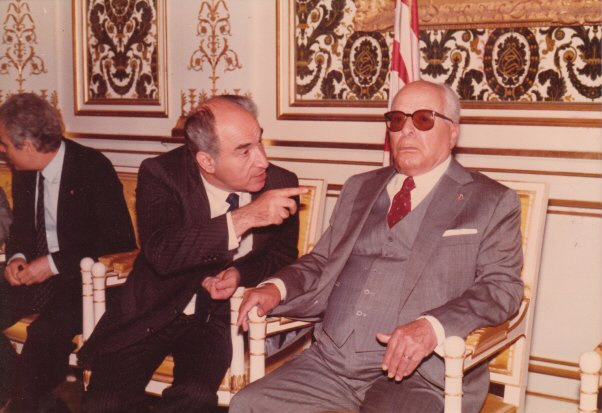
Burguiba y el primer ministro Mohamed Mzali.

En el contexto local, el primer ministro Mzali acabaría con el séquito de Burguiba. En julio de 1985, sustituye a Allala Laouiti, leal compañero del presidente, por Mansour Skhiri. Asimismo, logra expulsar del palacio presidencial a Burguiba Jr., quien finalmente es despedido por su padre el 7 de enero de 1986. Con el objetivo de poner fin a la grave crisis económica, el 8 de julio de 1986, Burguiba reemplaza a Mzali por Rachid Sfar como su nuevo primer ministro. Estas luchas por el poder favorecieron el ascenso del islamismo. Así, el presidente encontraría en el general Zine El Abidine Ben Ali, nombrado ministro del Interior en 1986, un gran apoyo contra los grupos islámicos. Ben Ali sería elevado al rango de primer ministro en octubre de 1987.
Burguiba había estado enfermo desde 1970. A medida que avanzaba la década de 1980, su comportamiento se volvió cada vez más errático. Despidió al gerente general de un importante periódico solo 24 horas después de haberlo designado. También hizo lo mismo con el jefe de la delegación de la ONU del país pocos días después de haberlo nombrado, y se olvidó de que había firmado un decreto para nombrar nuevos ministros. Las cosas llegaron a un punto crítico en noviembre de 1987 cuando Burguiba ordenó nuevos juicios para quince islamistas y exigió que doce de ellos fuesen ahorcados el siguiente fin de semana. Esta última orden confirmaría a varios opositores y partidarios de Burguiba que el presidente ya no actuaba ni pensaba racionalmente.
Después de la publicación de un informe, por varios de médicos de Burguiba, en el que declaraban que el presidente era mentalmente incapaz para desempeñar sus funciones, el primer ministro Zine El Abidine Ben Ali, que había sido nombrado justo un mes antes, destituyó a Burguiba del cargo. Tras este “golpe de estado médico”, Ben Ali asumiría la presidencia. Partiendo de clima liberal y laico, la presidencia o "reinado" de Bourguiba concluyó en un ambiente de crisis económica y financiera.

### 1987-2000: Últimos años y muerte

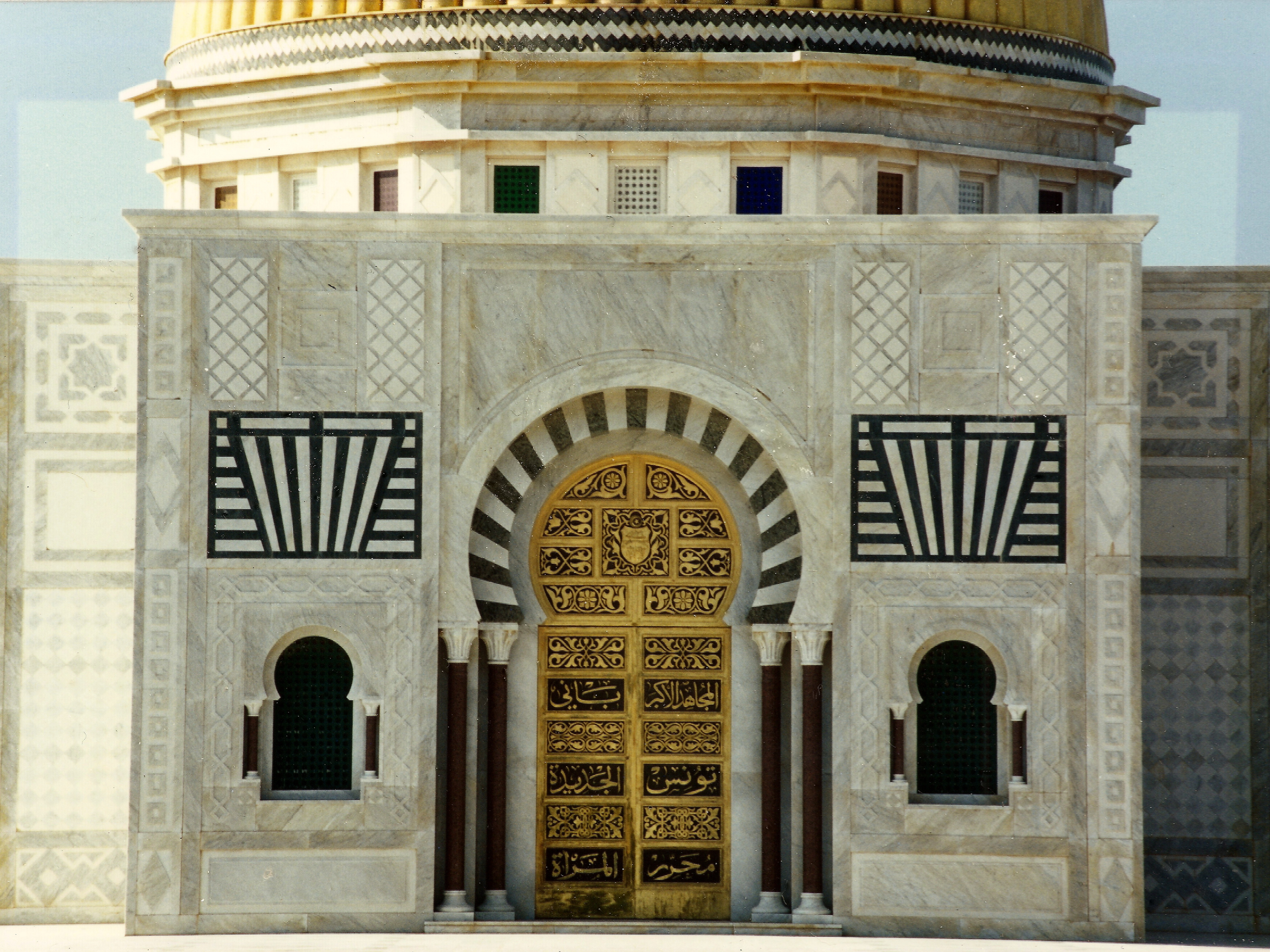
Mausoleo de Habib Burguiba en Monastir.

Para evitar su recuperación, sus opositores hicieron que Burguiba fuera evacuado del Palacio presidencial para ser trasladado a una casa en Mornag y más tarde a Monastir, donde disfrutaría de asistencia médica. Durante la década de 1990, Burguiba pasó graves enfermedades, siendo visitado por líderes extranjeros y por el presidente Ben Ali.

El 5 de marzo de 2000, Burguiba fue trasladado al hospital militar de Túnez, a raíz de una neumonitis. Burguiba abandonó el hospital el 13 de marzo y regresó a su casa en Monastir, donde falleció a los noventa y seis años, el 6 de abril de 2000 a las 9:50 p. m. El nuevo presidente Ben Ali declaró un duelo nacional de siete días, mientras que Argelia anunció un duelo de tres días.

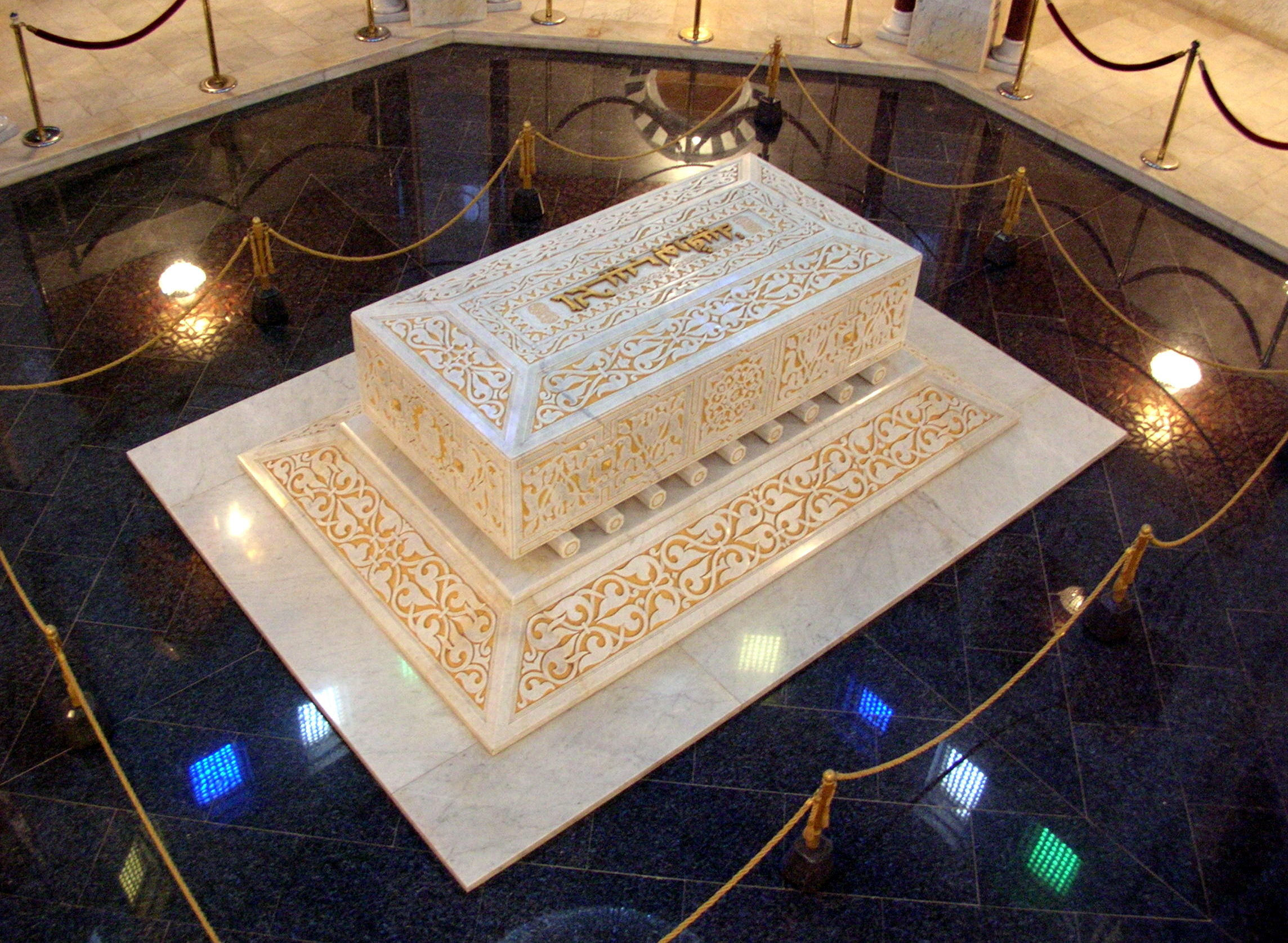
La tumba de Burguiba en Monastir.

Al final de la tarde, su cuerpo fue envuelto en un sudario blanco, como requería la tradición, y llevado por miembros de la Chabiba, la organización juvenil de la Agrupación Constitucional Democrática. Burguiba fue depositado en el centro de la casa familiar y envuelto en la bandera nacional tunecina. Su hijo, Habib Jr., su nuera y su hija adoptiva, Hajer, recibieron las condolencias de la ciudad de Monastir y de los funcionarios del Gobierno. Burguiba fue enterrado el 8 de abril, por la tarde, en su mausoleo. Después de una breve ceremonia en la mezquita Hanafi de Burguiba, su cuerpo fue transportado en un carruaje, cubierto con la bandera nacional, y acompañado por destacamentos del ejército tunecino. Entre los invitados extranjeros se encontraban el presidente francés Jacques Chirac, el argelino Abdelaziz Bouteflika, el palestino Yasser Arafat y el egipcio Hosni Mubarak. Después del entierro, el presidente Ben Ali pronunció un discurso en el que rindió homenaje a la "leal y devota lucha" de Bourguiba por Túnez.
Los medios de comunicación de entonces criticaron las condiciones del funeral, sorprendidos por la brevedad de la ceremonia, los pocos invitados extranjeros y la ausencia de emisión televisiva del funeral.
El 26 de septiembre de 2012, un activista salafista fue condenado por el Tribunal de Primera Instancia de Monastir a ocho meses de prisión por haber profanado el mausoleo de Burguiba.

## Vida personal

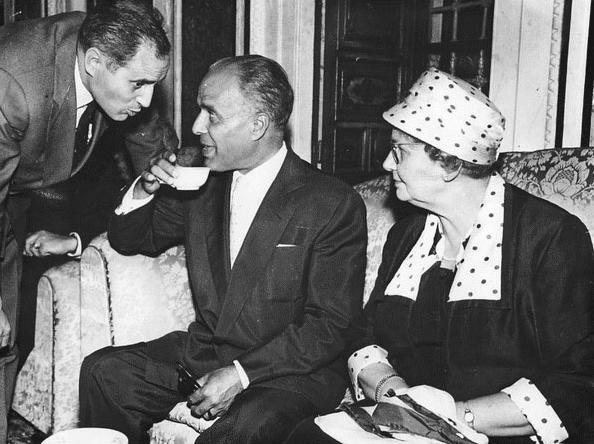
Burguiba con Mathilde y Habib Jr. en 1956.

En 1925, mientras estudiaba en París, Habib Burguiba conoció a Mathilde Lorrain, quien se convirtió en su primera esposa. Después de su regreso a Túnez, durante las vacaciones de verano, Mathilde se percata de que está embarazada. Habib Burguiba Jr., el único hijo de Burguiba, nació el 9 de abril de 1927 en París y en agosto del mismo año, la pareja contrajo matrimonio. Tras la independencia de Túnez, Mathilde obtuvo la ciudadanía tunecina y se convirtió al islam, adoptando el nombre de Moufida. La pareja se divorció el 21 de julio de 1961.
El 12 de abril de 1962, Burguiba volvió a contraer matrimonio con Wassila Ben Ammar, una mujer perteneciente a la burguesía de Túnez, y a la que conocía desde hacía dieciocho años. Juntos, adoptaron a una niña llamada Hajer. Con el deterioro de la salud de su esposo, Wassila fue adquiriendo un papel político cada vez más importante.

## Legado
Habib Burguiba condujo a Túnez a la independencia y fundó la segunda República civil del mundo árabe, después de la del Líbano. Más tarde participaría en la construcción de una Nación-Estado en su país.
En cuanto a las transformaciones sociales llevadas a cabo por Burguiba, estas fueron muy numerosas. Se produjo un proceso de urbanización, se mejoró el sistema educativo, se transformó el modelo familiar en uno más igualitario y se implementaron políticas destinadas a emancipar a las mujeres tunecinas. El antiguo primer ministro, Mohamed Charfi, insistió en el papel de Burguiba como reformador del país, al lado de personalidades tan importantes en la historia de Túnez como Kheireddine Pacha y Tahar Haddad: "Si el subdesarrollo fuera una enfermedad, entonces Burguiba pudo hacer el diagnóstico correcto e implementar remedios efectivos".

### Burguibismo
Burguiba llegó a desarrollar un estilo político propio que él mismo llamaría "Burguibismo”. Su doctrina se fundaba en el realismo político y económico, y estaba basada en la idea de que "ningún aspecto de la vida en la tierra debería escapar al poder humano de la razón".
Variante tunecina del kemalismo, el “Burguibismo” se tradujo en la afirmación de la identidad nacional tunecina, del liberalismo, de un islam nacionalizado y controlado por el gobierno y de una independencia total con respecto a la política del resto de países árabes. La política gradual constituye una parte esencial del pensamiento de Burguiba, ya que este creía que las decisiones debían basarse en posibilidades reales y no en simples aspiraciones, al contrario que la política del "todo o nada", defendida y apoyada por algunos de sus opositores.

### Reformas sociales

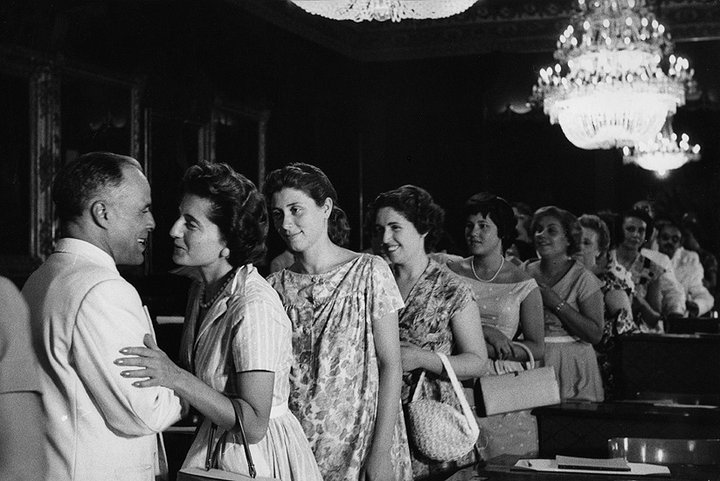
Esposas de personalidades tunecinas saludando a Burguiba.

Las reformas efectuadas por el gobierno de Burguiba incluyeron, entre otras: la emancipación de la mujer, el establecimiento de la educación pública, la planificación familiar, un sistema de salud moderno y estatal, una campaña para lograr la alfabetización de la población, la organización del sistema administrativo, financiero y económico, la supresión de la figura jurídica islámica del habous, y la construcción de una infraestructura estatal.
En cuanto a su agenda social, Burguiba abogó por los derechos de las mujeres. El 13 de agosto de 1956, unos meses después de asumir su cargo como primer ministro, Burguiba aprobó un nuevo Código Civil, inspirado en las ideas de Tahar Haddad, defensor de los derechos de las mujeres. La nueva ley acabaría constituyendo el legado más importante de Burguiba, hasta el punto de convertirse en una especie de acuerdo unánime que incluso los propios islamistas dejarían de cuestionar públicamente. Asimismo, Burguiba estableció importantes precedentes legales en materia de derechos de la mujer al prohibir la poligamia, permitir que las mujeres accedieran al divorcio y elevar la edad del matrimonio a los diecisiete años. Burguiba fue un gran crítico con el velo y en varias ocasiones se referiría a él como "ese trapo odioso".
Durante el tiempo de su presidencia, el desarrollo de la educación fue una de sus principales prioridades, reformando completamente el sistema educativo. El presupuesto estatal en educación no dejó de aumentar año tras año hasta alcanzar el 32% en 1976. Las escuelas privadas se mantuvieron, sin embargo, fueron sometidas a la regulación del gobierno. Desde 1956, Burguiba empezó a asentar las bases de la educación superior en Túnez con la creación de universidades e institutos especializados.

### Estado monopartidista
Burguiba, que abogaba por la independencia insistiendo en la madurez del pueblo tunecino, terminó juzgando que su país no estaba preparado para la democracia ni para el pluralismo político e, incluso, acabó proclamándose presidente vitalicio. Para Burguiba el pueblo no era lo “suficientemente maduro para la democracia", y, en consecuencia, la democracia sería evadida en nombre de la unidad que su proyecto implicaba. Sin embargo, una vez que se construyeron las bases de un estado moderno, Burguiba optó por imponer gradualmente un régimen autoritario y paternalista. Esto culminaría con la declaración formal del SPD como el único partido legal en 1963.
La democracia, en el sentido occidental de la palabra, era inexistente en el país. La constitución confería al presidente amplios poderes, casi dictatoriales. Cuando, en una ocasión, un periodista cuestionó a Burguiba sobre el sistema político de Túnez, éste le respondió: "¿El sistema? ¿Qué sistema? Yo soy el sistema".

### Concentración del poder

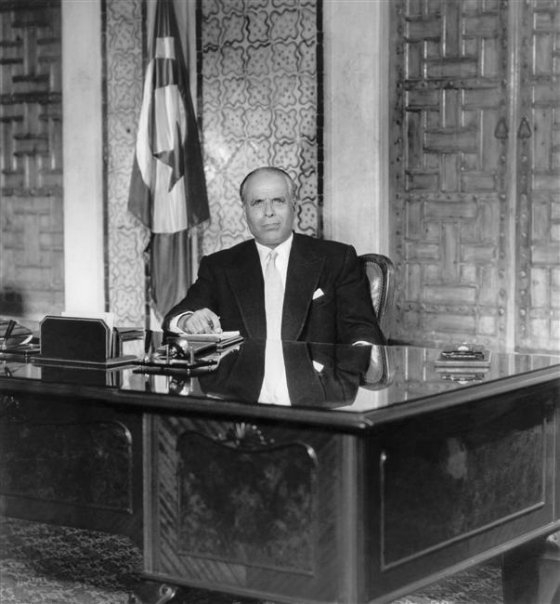
Burguiba en su despacho de Cartago.

Durante su ejercicio del poder, Burguiba fue apartando sistemáticamente a todos sus aliados, quienes acabaron convirtiéndose en rivales: Abdelaziz Thâalbi y Mohieddine Klibi, integrantes de la facción burguesa de Destour; Salah Ben Youssef, apoyado por Nasser, y al que Burguiba mandó asesinar en 1961. Tahar Ben Ammar, el garante del acta de independencia; Ahmed Mestiri, representante de la facción más liberal dentro del partido; Mahmoud El Materi, el primer presidente del Neo-Destour e, incluso, Ahmad Ben Salah, Ministro de Economía de Burguiba, y precursor de una reforma socialista de la economía con la creación de las primeras cooperativas de agricultores, depuesto en 1969 y condenado a diez años de trabajos forzados en 1970.
No obstante, Burguiba fue consciente del peligro que entrañaba el arcaísmo político y el 8 de junio de 1970, anunció las líneas generales de la reforma institucional que barajaba por aquel entonces. La reforma, según Burguiba se centraba en:
"Enmiendas [que] harán que el gabinete sea responsable ante el presidente de la República, pero también ante la Asamblea Nacional que surge del voto popular. Por lo tanto, será legal que la asamblea enjuicie a un ministro o a un gabinete por un voto en contra [...]. Otras modificaciones de la constitución aliviarán las responsabilidades asumidas hasta ese momento únicamente por el presidente [...] Después de quince años ejerciendo el poder, es hora de revisar la Constitución y de establecer cierta colaboración entre el Jefe de Estado, la Asamblea nacional y el pueblo".

El final del “reinado” de Burguiba estuvo marcado por una guerra de sucesión, el debilitamiento de la izquierda y el surgimiento del movimiento islamista.

## Homenajes

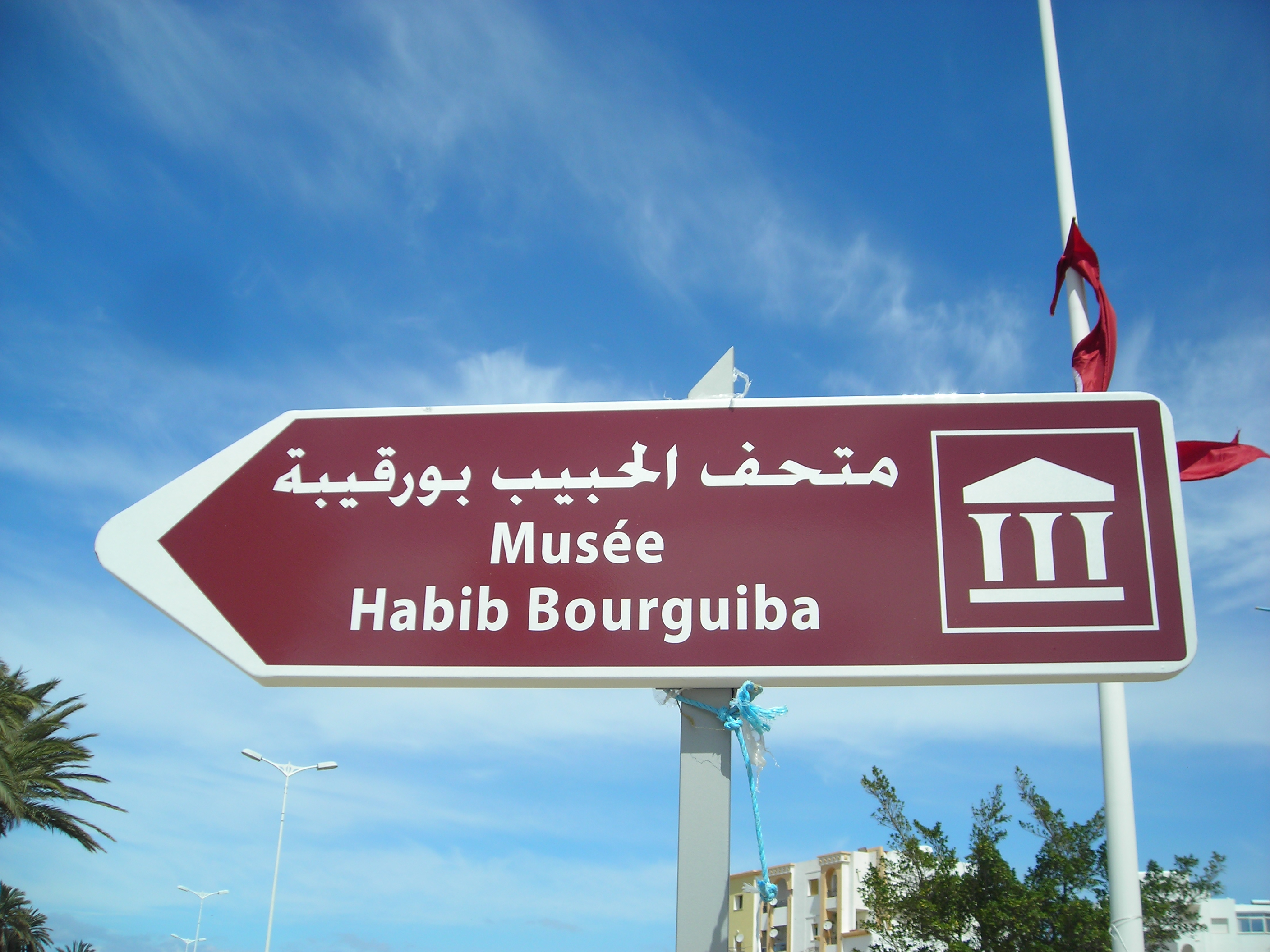
Cartel de entrada al Museo de Habib Burguiba.

Por iniciativa del Ayuntamiento de París, el 6 de abril de 2004 se inauguró una explanada con su nombre en el muelle de Orsay, concretamente entre la avenida Bosquet y el bulevar de La Tour-Maubourg, en presencia del alcalde Bertrand Delanoë, del hijo de Bourguiba, Habib Burguiba Jr, y de Moncer Rouissi, embajador de Túnez en Francia. Si bien en París y otras ciudades francesas, las calles llevan el nombre de lugares de Túnez, esta fue la primera vez que el nombre de una persona era designado a una calle o plaza de Francia.
En el Palacio Presidencial de Skanes, en Monastir, se ha creado un museo dedicado a Burguiba, que se inauguró el 6 de abril de 2013, con motivo del decimotercer aniversario de su muerte.
El 3 de agosto de 2013, Amor Chadli creó el Institut d' études bourguibiennes para recopilar y archivar toda la documentación sobre la vida y la obra de Habib Burguiba, salvaguardar su memoria, promover su pensamiento y fomentar todas las obras académicas, artísticas y literarias que celebren su memoria.
En la noche del 14 de marzo de 2016 y con motivo del 60.º aniversario de la independencia, se instaló una estatua ecuestre del presidente Bourguiba frente al antiguo palacio presidencial de Skanes. El 1 de abril, el ministro de Educación tunecino, Néji Jalloul, hizo un llamamiento a todos los docentes para que el 6 de abril impartieran una charla relacionada con las reformas sociales, políticas y económicas que Bourguiba promovió en el país. El 1 de junio de 2016 (día en el que se conmemora su regreso del exilio en 1955) la estatua ecuestre de Burguiba regresó oficialmente a la avenida que lleva su nombre en Túnez.

## Condecoraciones y distinciones
- Caballero Gran Cruz adornada con el Gran Cordón de la Orden al Mérito de la República Italiana (1962);[246]
- Doctor honoris causa por la Universidad Cheikh-Anta-Diop de Dakar (1965);[247]
- Doctor honoris causa por la Universidad de El Cairo (1965);[248]
- Doctor honoris causa por la Universidad Libanesa (1965);[249]
- Collar de la Orden del Mérito Civil de España (1968);[250]

- Collar de la Orden de Isabel la Católica (1983).[251]

## Publicaciones
- Le Destour et la France. Ed. Berg. 1937. París: Institut des études bourguibiennes, 2014. Túnez.
- La Tunisie et la France: vingt-cinq ans de lutte pour une coopération libre. Ed. Julliard. 1954. París.
- La Tunisie de Bourguiba, entretien avec Stéphane Roger. Ed. Plon. 1958. Paris.
- Le Drame algérien. Ed: Publications du secrétariat d’État à l’Information. 1960. Túnez.
- La Bataille économique. Ed. Publications du secrétariat d’État à l’Information. 1962. Túnez.
- La Promotion de l’Afrique. Ed. Publications du secrétariat d’État à l’Information. 1965. Túnez.
- Miscellaneous speeches delivered between 21 May 1965 and 28 December 1967. Ed. Kitabat al-Dawlah lil-Akhbar wa-al-Irshad. 1965.
- Éducation et développement. Ed. Publications du secrétariat d’État à l’Information. 1966. Túnez.
- 9 avril 1938. Le procès Bourguiba. Ed. Centre de documentation nationale. 1970. Túnez.
- Propos et réflexions. Ed. Publications du secrétariat d’État à l’Information. 1974. Túnez.
- Ma vie, mes idées, mon combat. Ed. Publications du secrétariat d’État à l’Information. 1977. Túnez.
- Citations. Ed. Dar El Amal. 1978. Túnez.
- Articles de presse (1929-1933) (Histoire du mouvement national tunisien. documents). Ed. Dar El Amal. 1982. Túnez.
- Les Lettres du prisonnier de La Galite. Ed. Dar El Amal. 1983. Túnez.
- Ma vie, mon œuvre. Ed. Plon. 1985. París. (ISBN 978-2259015363).